# Estado de Bahía
Bahía (en portugués: Bahia) es uno de los veintiséis estados que, junto con el distrito federal, forman la República Federativa de Brasil. Su capital es la ciudad de Salvador. Está ubicado en la región Nordeste del país, limitando al norte con Piauí y Pernambuco, al noreste con Alagoas, Sergipe, al este con el océano Atlántico, al sur con Espíritu Santo y Minas Gerais, y al oeste con Goiás y Tocantíns. Con 564 733.1 km² es el quinto estado más extenso —por detrás de Amazonas, Pará, Mato Grosso y Minas Gerais— y con 14 985 284 habitantes en 2021, el cuarto más poblado, por detrás de San Pablo, Minas Gerais y Río de Janeiro. 
Bahía (pronunciación en portugués: /baˈi.ɐ/) es una de las 27 unidades federativas de Brasil. Está ubicado en el sur de la Región Noreste, bordeando otros ocho estados brasileños; es el estado brasileño el que más fronteras tiene: con Minas Gerais al sur, suroeste y sureste; con el Espíritu Santo al sur; con Goiás al oeste y suroeste; con Tocantins al oeste y noroeste; con Piauí al norte y noroeste; con Pernambuco al norte; y con Alagoas y Sergipe al noreste. Al este, está bañado por el océano Atlántico y tiene, con novecientos kilómetros, la costa más larga de todos los estados de Brasil, con acceso al océano Atlántico. Ocupa un área de 564 733,177 km², siendo un poco más grande que Francia. Entre los estados del noreste, Bahía representa la mayor extensión territorial, la mayor población, el mayor producto interno bruto y el mayor número de municipios. La capital del estado es Salvador, el tercer municipio más poblado de Brasil. Además de esto, hay otros municipios influyentes en la red urbana bahiana, como las capitales regionales Feira de Santana, Vitória da Conquista, Barreiras, el bipolo Itabuna-Ilhéus y el bipolo Juazeiro-Petrolina, este último es un municipio y núcleo de Pernambuco, junto con Juazeiro, de RIDE Polo Petrolina y Juazeiro. A estos se suman por su población y su importancia económica, tres municipios del Gran Salvador: Camaçari, Lauro de Freitas y Simões Filho; y los municipios del interior de Jequié, Teixeira de Freitas, Alagoinhas, Santo Antonio de Jesús, Eunápolis, Porto Seguro y Paulo Afonso. 
Las principales ciudades, en economía, además de la capital, son Feria de Santana, Victoria de la Conquista, Juazeiro, Ilhéus, Itabuna, Camaçari, Barreras, turismo Puerto Seguro, Morro de São Paulo, Lençóis-Chapada Diamantina, Itacaré, Bom Jesus da Lapa etc. Es el estado brasileño con mayor número relativo de negros y mulatos, y el que posee mayor influencia de la cultura africana. Tierra de poetas, compositores y cantantes, Bahía imprimió profundas marcas en la cultura brasileña como un todo.

## Historia
El navegante portugués Pedro Álvares Cabral atracó en lo que hoy es Porto Seguro, en la costa sur de Bahía en 1500, y tomó posesión del mismo para Portugal. En el año 1549 se fundó la ciudad de Salvador. La ciudad, junto con la capitanía que la rodeaba fue el centro religioso y administrativo de las colonias portuguesas en América hasta 1763, año en que se trasladó a Río de Janeiro. Holanda controló Bahía entre mayo de 1624 y abril de 1625.
El estado de Bahía fue la última área de Brasil en unirse a la confederación independiente. Por haber cantidad de portugueses en su territorio, Bahía fue controlada por ellos durante casi un año, liderados por el general Madeira de Mello y personalidades como Miguel Calmon du Pin e Almeida. Se logró rechazarlos el 2 de julio de 1823, fecha más importante para la provincia.
Bahía fue un centro de cultivo de azúcar desde el siglo XVI al XVIII, muchas ciudades del estado fueron fundadas en esa época. Vinculado a la producción del azúcar está el fenómeno de Bahía como gran centro de importación de esclavos africanos; hecho que aún muestra su influencia en la composición étnica de la demografía local.
Después de la proclamación de la república en Brasil en 1889, Bahía se transformó en un estado.Como uno de los primeros núcleos de riqueza azucarera en Brasil, Bahía recibió un inmenso contingente y una enorme influencia de los trabajadores africanos obligados, traídos por colonos europeos para el comercio, para abastecer los molinos de la colonia y las minas de oro. Estas personas esclavizadas provenían especialmente del Golfo de Guinea, antes conocido como las costas de los esclavos, la pimienta, el marfil y el oro en África occidental, especialmente el Imperio Oyo, fundado y habitado por los yoruba, y el antiguo reino de Dahomey. En contraste, Río de Janeiro más tarde recibiría esclavos provenientes principalmente de Angola y Mozambique. Por lo tanto, la influencia de la cultura africana en Bahía siguió siendo alta en música, cocina, religión y el modo de vida de su población, no solo alrededor de Salvador y Recôncavo Baiano, sino especialmente en toda la costa de Bahía. Uno de los símbolos más importantes del estado es el de la mujer negra con el tablero de acarajé, vestido con turbante, collares y aretes de oro, brazalete, faldas largas y armadas, blusa de encaje y accesorios de tela de la costa, el típico bahiano.
Bahía es considerada la parte más antigua de la América portuguesa, ya que fue en la región de Porto Seguro, más tarde incorporada a Bahía, que la flota de Pedro Álvares Cabral ancló en abril de 1500, marcando el descubrimiento oficial de Brasil por los portugueses y los portugueses. Celebración de la primera misa en la playa de Coroa Vermelha, presidida por el fraile Henrique Soares de Coimbra. También es digno de mención el decreto de abrir puertos a naciones amigas, promulgado el 28 de enero de 1808 mediante una Carta Real del Príncipe Regente Dom João VI de Portugal, en la Capitanía de Bahía, que pone fin al monopolio comercial y abre el Economía brasileña para el comercio exterior. El 1 de noviembre de 1501, el navegante florentino Américo Vespucci, al servicio de la Corona portuguesa, descubrió y bautizó la Bahía de Todos los Santos, el mayor receso marino costero desde la desembocadura del río Amazonas hasta el estuario del Río de la Plata. El sitio fue elegido para albergar la sede del gobierno general en marzo de 1549 con la llegada de Hidalgo Tomé de Sousa, a instancias del rey Dom João III de Portugal, para fundar lo que sería, durante los próximos 214 años, la capital del país. Brasil colonia, salvador.
A lo largo de la historia, Bahía ha recibido muchas celebraciones como Boa Terra y Terra da Felicidade, debido a su población alegre y festiva. Tiene un alto potencial turístico, que se ha explorado en gran medida a través de su costa (la más grande de Brasil), Chapada Diamantina, Recôncavo y otras bellezas naturales de valor histórico y cultural. Tiene la séptima economía más grande de Brasil, con un producto interno bruto superior a 245 mil millones de reales, lo que representa 16 000 reales del PIB per cápita. Sin embargo, sus ingresos están mal distribuidos, lo que se refleja en un índice de desarrollo humano de 0.714 en 2017, el sexto más bajo en Brasil. En la bandera brasileña, el estado de Bahía está representado por la estrella Gamma Crucis (? Crucis) de la constelación Cruz del Sur (Cruzeiro do Sul, Crux).

## Geografía

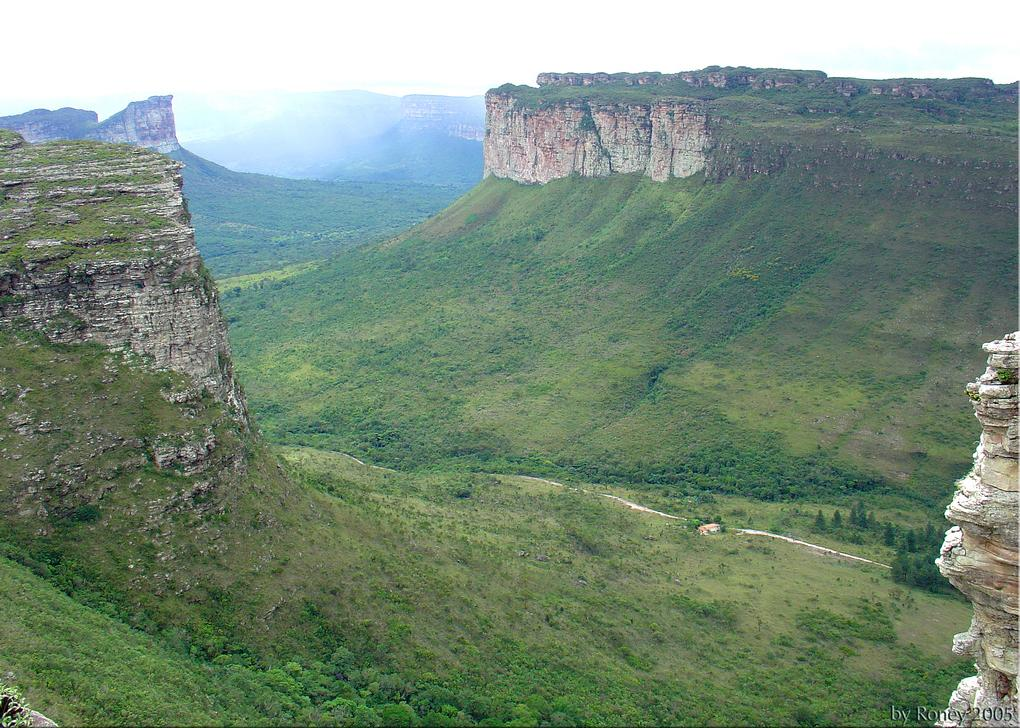
Vista de la Chapada Diamantina.

Bahía es el quinto estado del Brasil en extensión territorial. Equivale a 36,3 % del área total de la Región Nordeste y 6,64 % del territorio nacional. Su superficie total de 567 295,3 km² es un poco más grande que España, siendo que 68,7 % de ella se encuentran en la región del semiárido. Su litoral es el más largo de Brasil, mide 1183 km de extensión, y abriga muchos tipos de ecosistemas, favoreciendo la actividad turística por su rara belleza.

### Relieve
Con 561 026 km² situados en el litoral de Brasil, se caracteriza por la presencia de llanuras, altiplanos, y depresiones. Marcado por bajas altitudes, el punto más alto de Bahía es el Pico do Barbado, con 2033 m s. n. m. Las mesetas y las chapadas presentes en el relieve muestran que la erosión trabajó en búsqueda de formas llanas. Las mesetas ocupan casi todo el estado, presentando una serie de niveles, por donde cruzan los ríos provenientes de la Chapada Diamantina, de la Serra do Espinhaço (que nace en el centro de Minas Gerais, yendo hasta el norte del estado) y la propia Chapada Diamantina, de aspecto llano, marcando sus límites al norte y este. La meseta semiárida, localizada en el sertão brasileño, se caracteriza por la poca altura. El relieve predominante es la depresión. Las llanuras están situadas en la región costera, donde la altitud no sobrepasa los 200 metros. Allí, surgen playas, dunas, restingas y hasta manglares. Yendo al interior encontramos terrenos con suelos relativamente fértiles, donde aparecen colinas que se extienden hasta el océano.

Geografía de Bahía
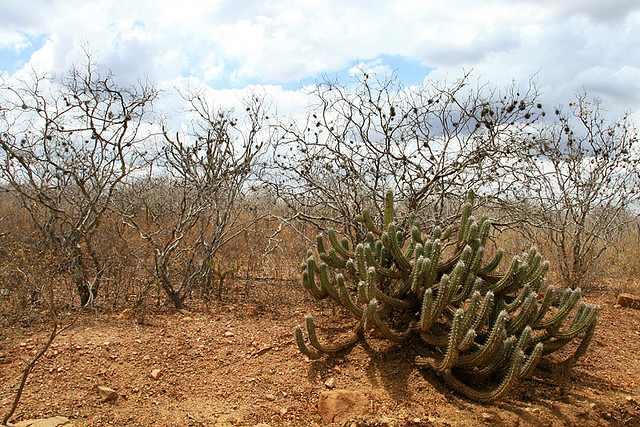
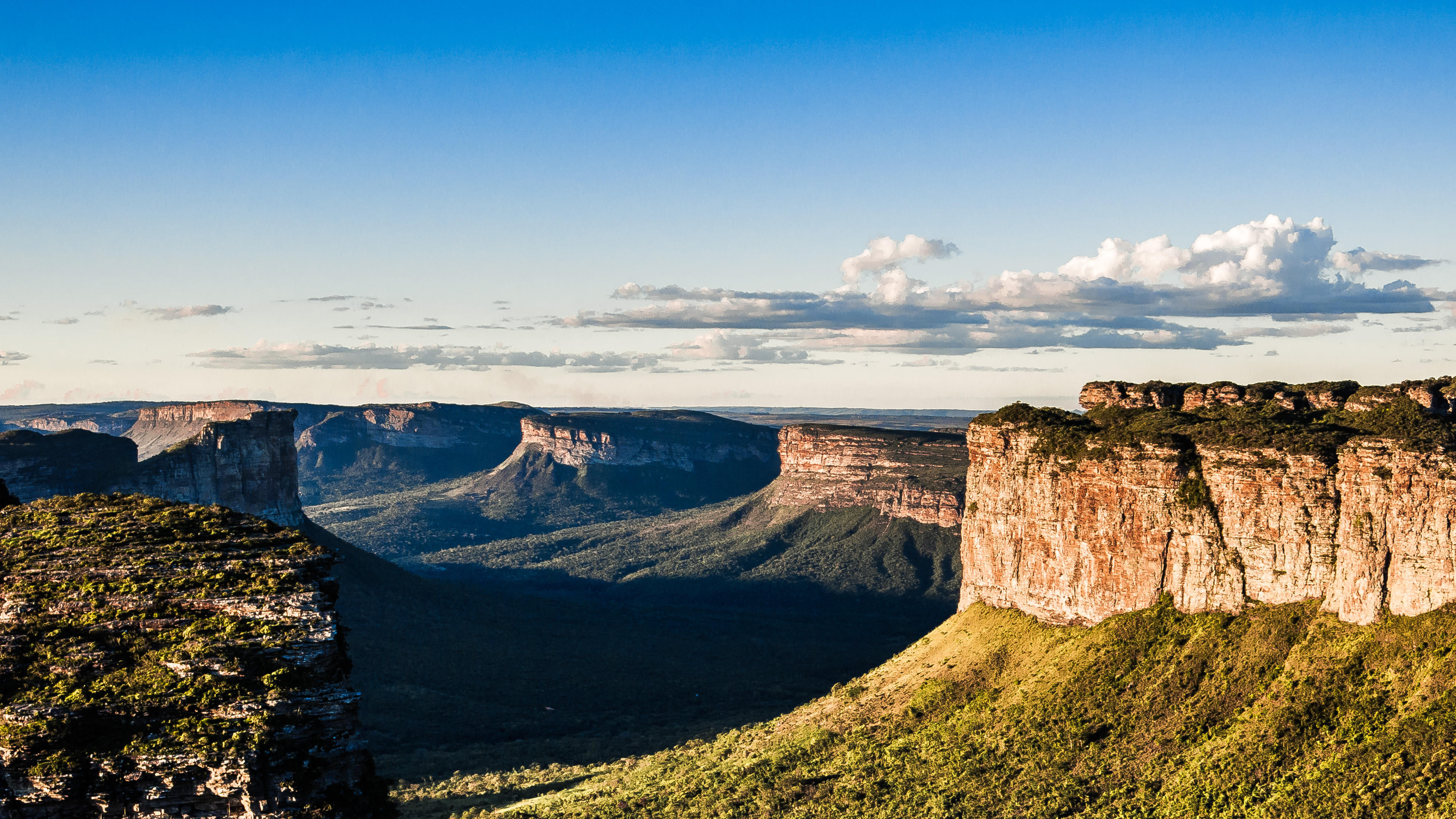
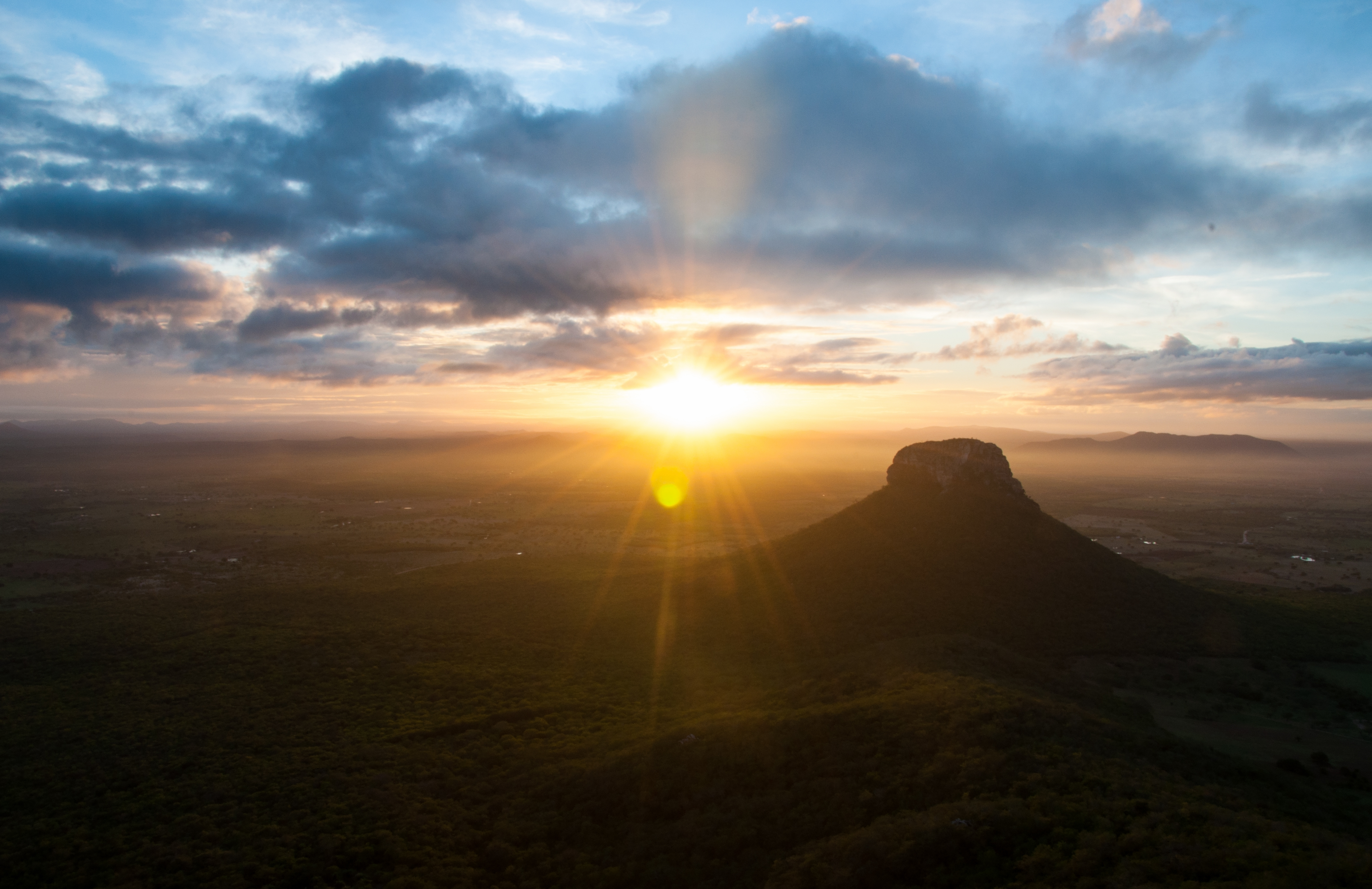
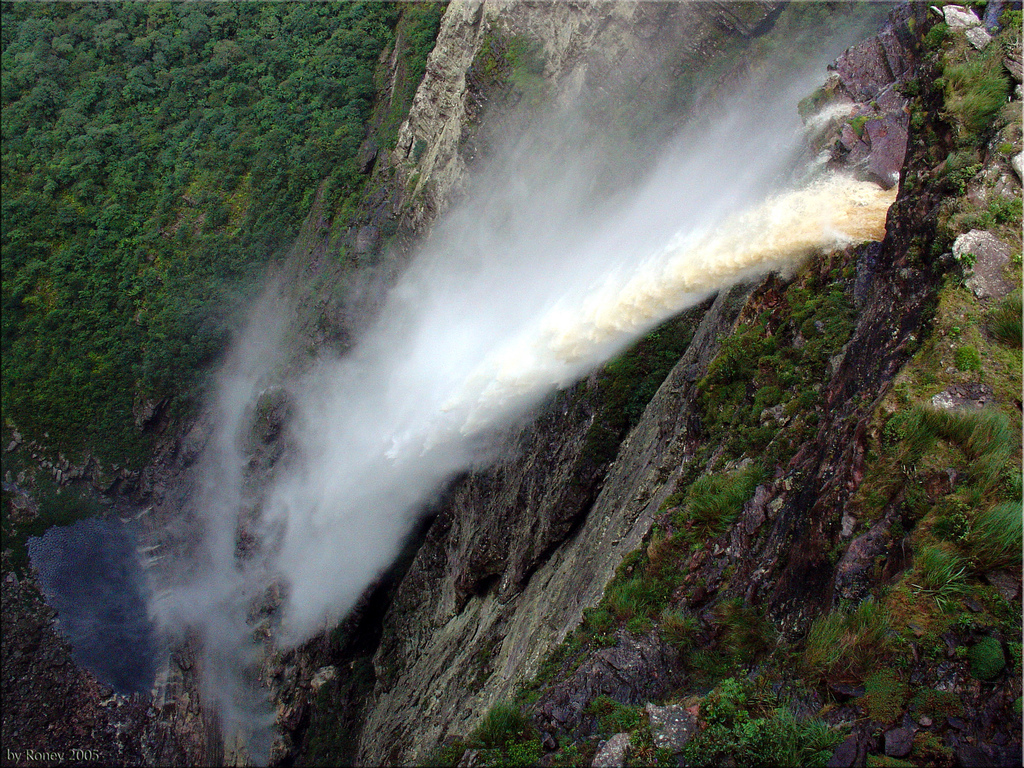
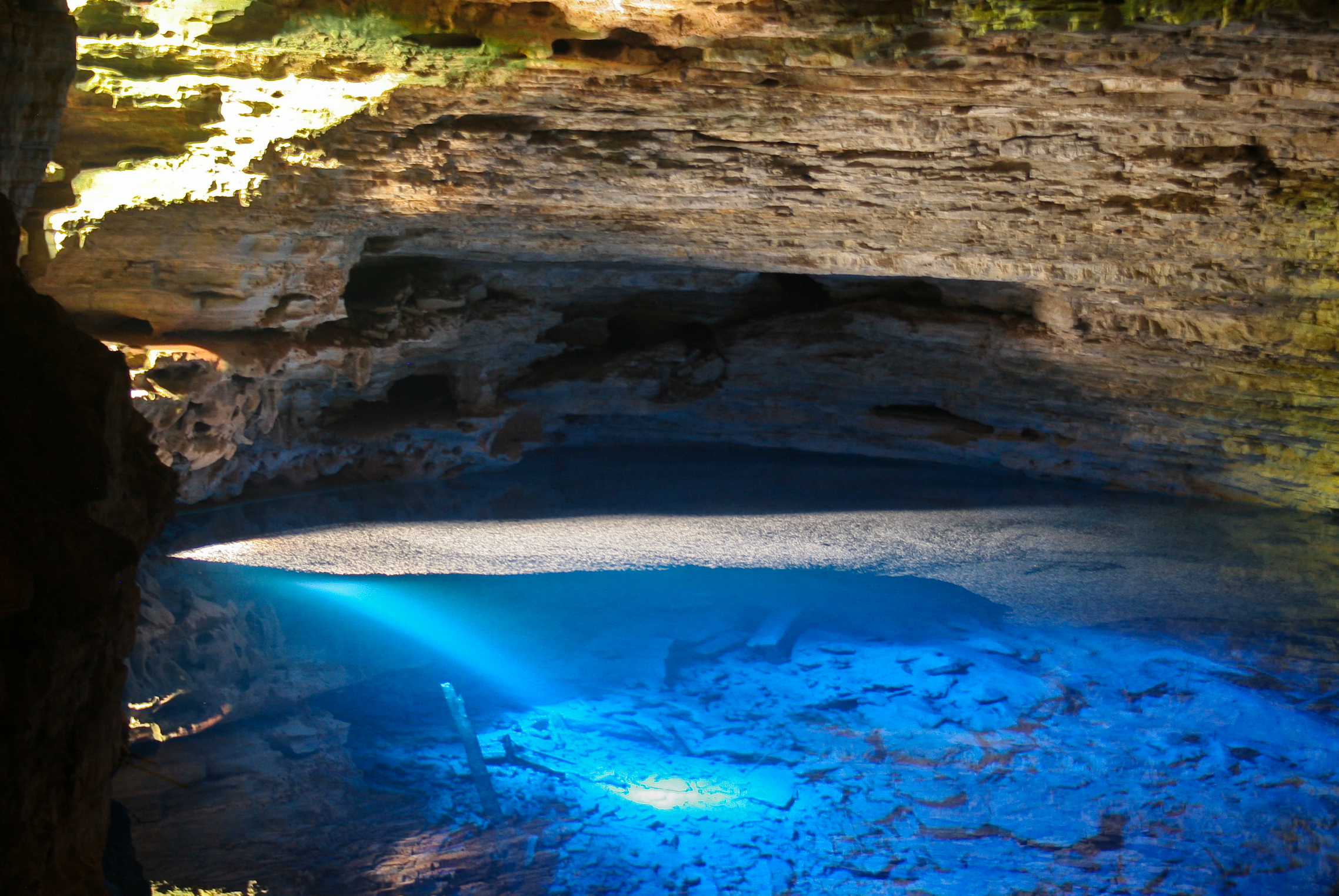

### Clima

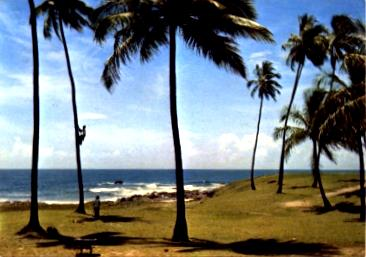
Playa Jardim de Alah, en Salvador.

El clima tropical predomina en todo el estado, presentando variaciones solamente cuánto a los índices de precipitación en cada una de las diferentes regiones. Todo el año hay un promedio de 45 °C a 17 °C, refresca un poco en julio a agosto con temperaturas de 13 a 24 °C. La región del sertão tiene un clima semiárido. En el litoral y en la región de Ilhéus, la humedad es mayor, y los índices de lluvias pueden ultrapasar los 1500 mm anuales.
Hay ciudades de Bahía que tienen clima más frío como Piatã, Amargosa, Vitória da Conquista, Maracás y otras con clima más caliente como Salvador, Jequié, Ilhéus, Itabuna y Juazeiro.
Debido a su latitud, el clima tropical predomina en toda Bahía, presentando altas temperaturas, donde las temperaturas anuales promedio, en general, exceden los 30 °C, sin embargo, en la Serra do Espinhaço las temperaturas son más suaves y agradables. El clima de altitud tropical también se encuentra en las ciudades de Chapada Diamantina (Piatã a 1268 metros sobre el nivel del mar) y en el suroeste del estado (Vitória da Conquista tiene entre 923 metros y 1100 metros de altitud). Sin embargo, en el campo, el clima es semiárido, donde las tasas de lluvia son bastante bajas y los largos períodos de sequía son comunes.

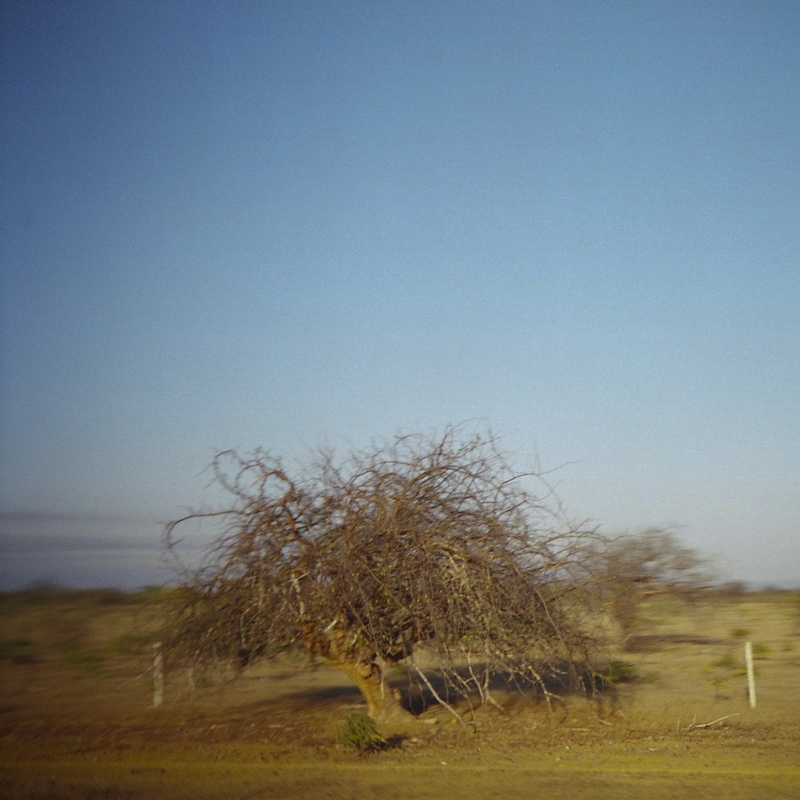
Árbol seco en el sertão de Bahía.

Hay distinciones solo en cuanto a las tasas de precipitación en cada una de las diferentes regiones. Mientras que en la costa y en la región de Ilhéus, la humedad es más alta y las precipitaciones pueden exceder los 1500 milímetros por año, en el interior puede no alcanzar los quinientos milímetros por año. [42] La temporada de lluvias es irregular y, por lo tanto, puede fallar por completo en ciertos años, lo que desencadena la sequía, que es más impactante en el interior, a excepción de la región del Valle del Río São

### Vegetación
Hay tres tipos principales de vegetación: el bosque tropical húmedo (conocido como mata atlántica, está bastante descaracterizado, debido a la ocupación del litoral. Es más abundante en reservas al sur del estado, próximas a la ciudad de Porto Seguro, el cerrado (sabana, en el oeste del estado) y la caatinga, siendo esta última dominante en la mayoría del territorio.
La caatinga ocupa todo el norte del estado, el área de depresión del valle del río São Francisco, y la Serra do Espinhaço, dejando solamente para la sabana la parte occidental, y el sudeste del estado para la selva tropical húmeda. En el interior las estaciones de sequía son más pronunciadas, excepto en la región del valle del São Francisco. En la Serra do Espinhaço las temperaturas son más altas y más agradables. Los índices pluviométricos en el sertão son muy reducidos, pudiendo no llegar a los 400 mm anuales y son frecuentes los largos periodos de sequía.

## Economía

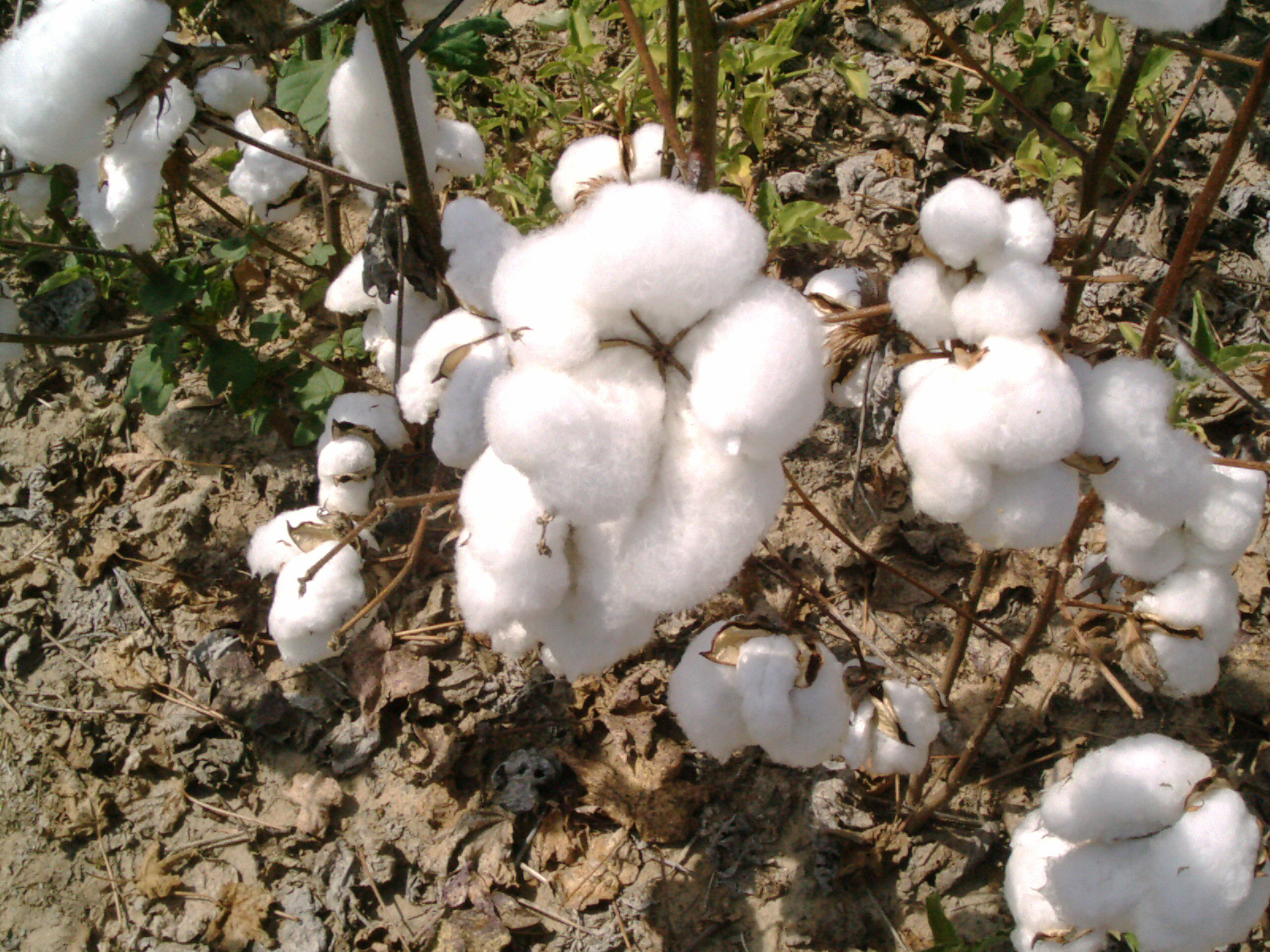
Algodón en Luís Eduardo Magalhães

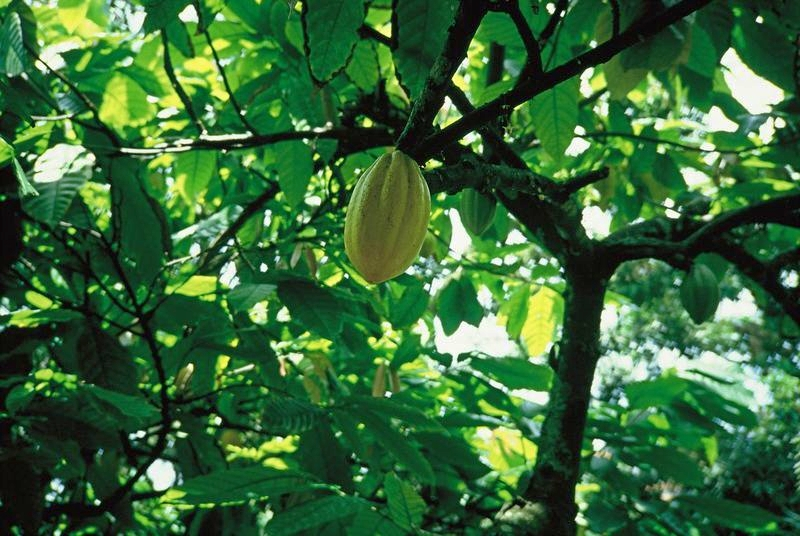
Cacao en Ilhéus

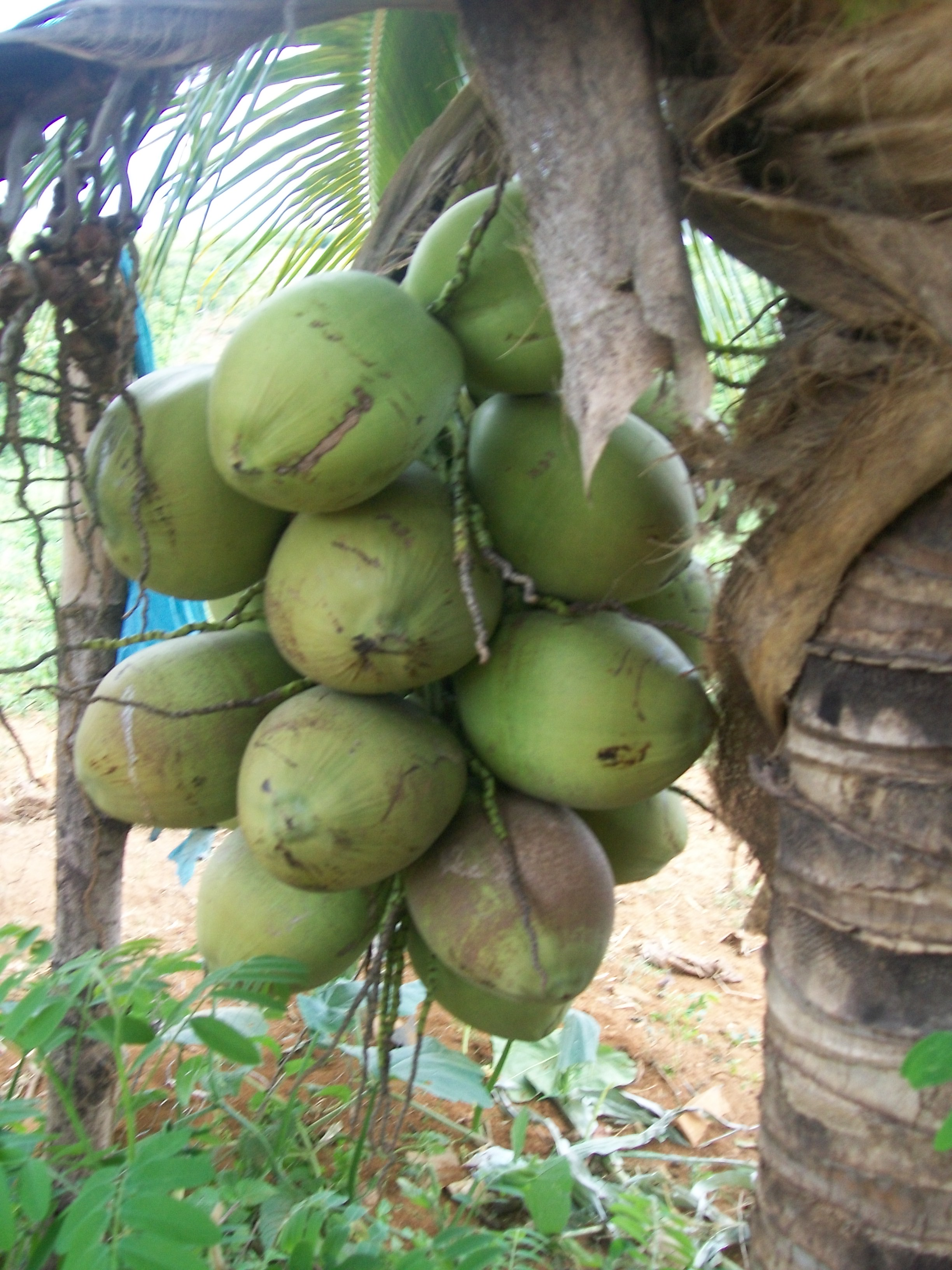
Coco en Caetité

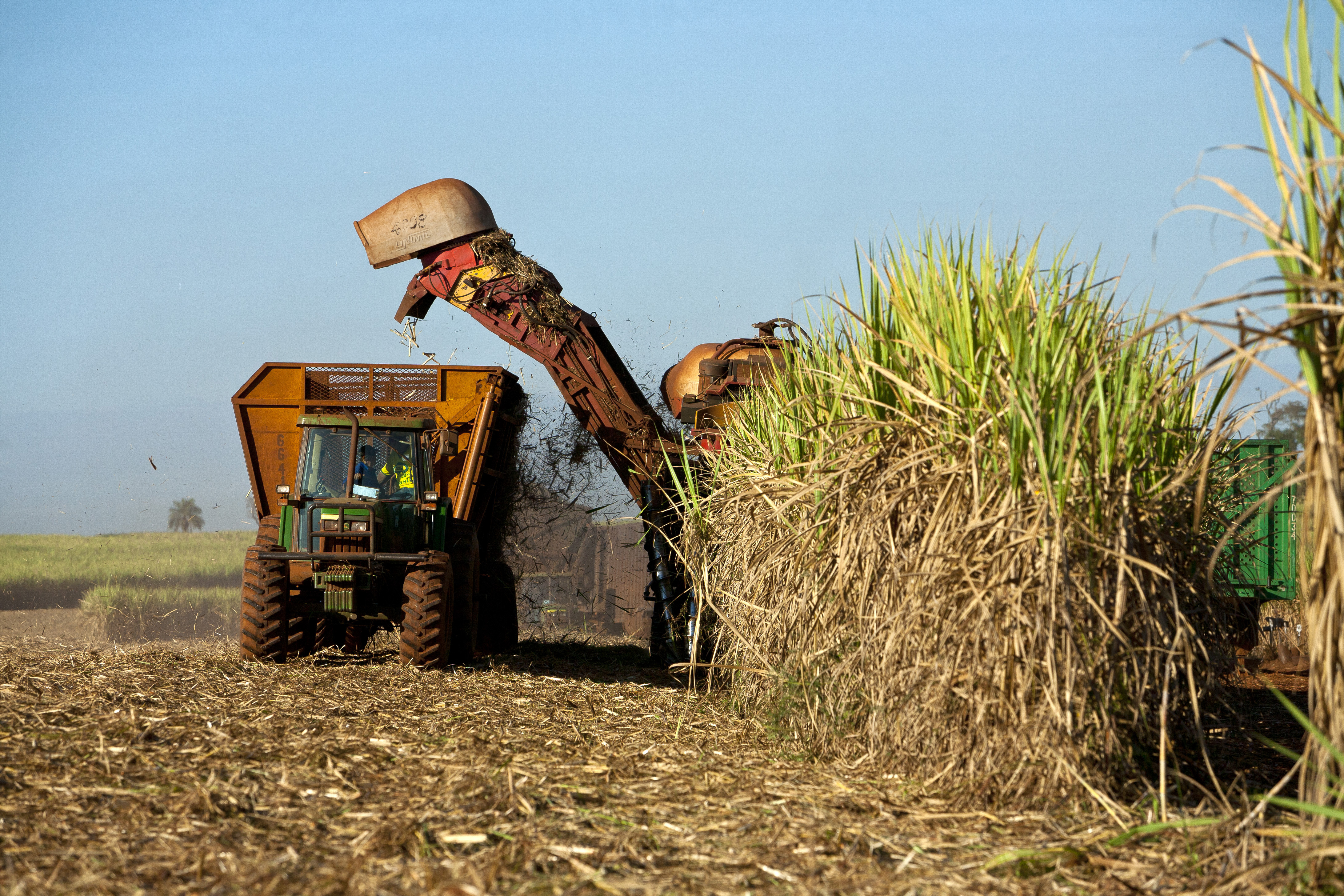
Caña de azúcar en Bahía

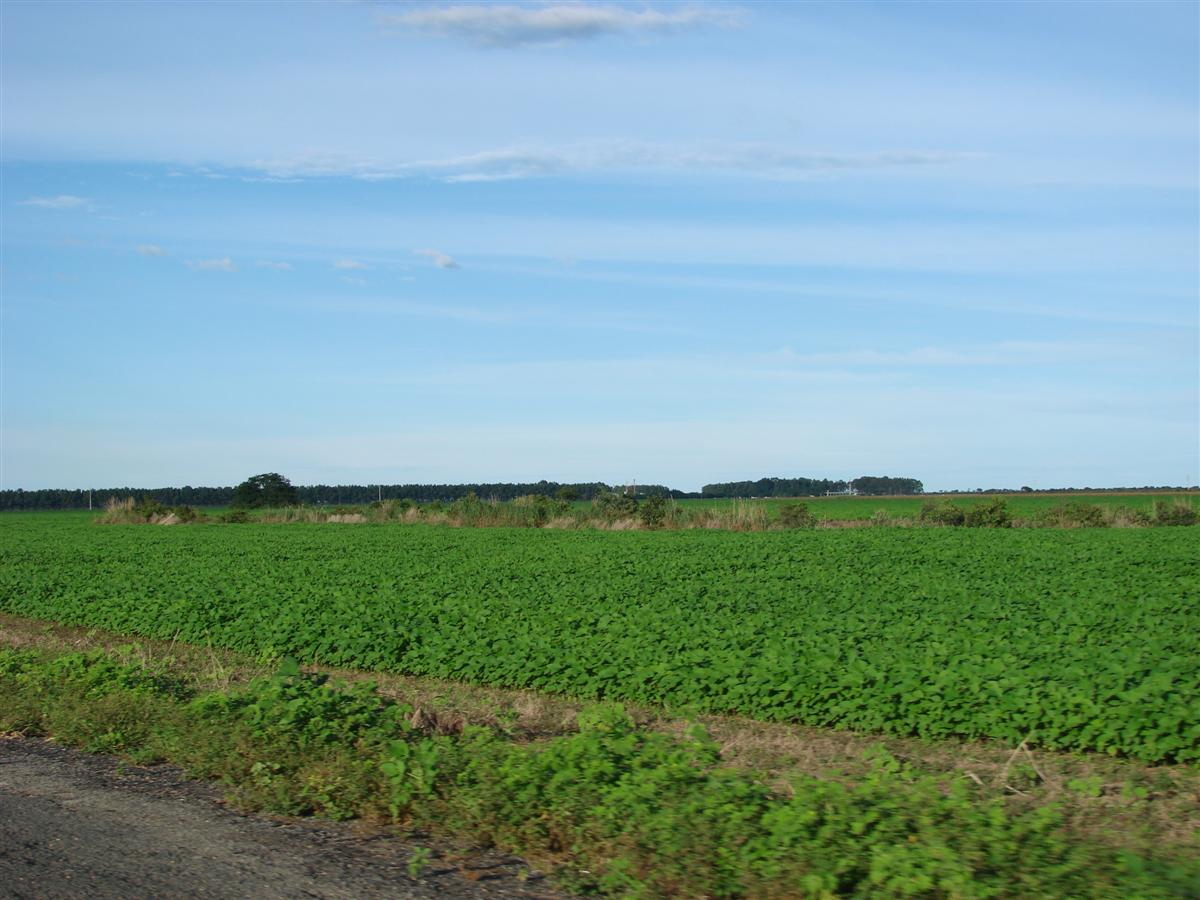
Plantación de soja en Barreiras

La economía del estado se basa en la agricultura (caña de azúcar, mandioca, frijol, maíz, cacao y coco. Más recientemente, la soya en el oeste del estado); en la industria (química, petroquímica, automóvil y sus piezas); en la ganadería y en la minería (oro, cobre, magnesita, cromita, además de petróleo). Hay un importante parque industrial en la Región Metropolitana de Salvador, con destaque para el Polo Petroquímico de Camaçari y para una fábrica de automóviles de la Ford en la misma ciudad.
En agricultura, el estado se destaca en la producción de algodón, cacao, soya y frutas tropicales (coco, papaya, mango, plátano y guaraná), además de producir caña de azúcar, naranja, frijoles y yuca, entre otros.
En 2017, la Región Noreste fue el mayor productor de coco en el país, con el 74.0 % de la producción nacional. Bahía produjo 351 millones de frutas, siendo el líder en el país. Sin embargo, el sector ha sufrido una fuerte competencia y ha perdido mercado para Indonesia, Filipinas e India, los productores más grandes del mundo, que incluso exportan agua de coco a Brasil. Además de los problemas climáticos, la baja productividad de las palmas de coco en la región noreste es el resultado de factores relacionados con la variedad de coco cosechado y el nivel tecnológico utilizado en las regiones costeras. En estas áreas, el sistema de cultivo semi-extractivo aún prevalece, con baja fertilidad y sin la adopción de prácticas de gestión cultural. Los tres estados que tienen la mayor producción, Bahía, Sergipe y Ceará, presentan un rendimiento tres veces menor que el de Pernambuco, que ocupa el quinto lugar en la producción nacional. Esto se debe a que la mayoría de los cocoteros en estos tres estados se encuentran en áreas costeras y se cultivan en sistemas semi-extractivistas.
En la producción de cacao, durante mucho tiempo, Bahía lideró la producción brasileña. Hoy, está disputando el liderazgo de la producción nacional con el estado de Pará. En 2017 Pará obtuvo el liderazgo por primera vez. En 2019, la gente de Pará cosechó 135 mil toneladas de cacao y los bahianos cosecharon 130 mil toneladas. El área de cacao de Bahía es prácticamente tres veces mayor que la de Pará, pero la productividad de Pará es prácticamente tres veces mayor. Algunos factores que explican esto son: los cultivos en Bahía son más extractivistas, y los de Pará tienen un estilo más moderno y comercial, además de paraenses que usan semillas más productivas y resistentes, y su región proporciona resistencia a la escoba de bruja.
En 2018, el noreste estaba en el tercer lugar entre las regiones que más producen caña de azúcar en el país. Brasil es el mayor productor mundial, con 672.8 millones de toneladas cosechadas este año. El noreste cosechó 45.7 millones de toneladas, 6.8 % de la producción nacional. Alagoas es el mayor productor, con el 33,3 % de la producción del noreste (15,2 millones de toneladas). Pernambuco es el segundo productor más grande del noreste, con el 22.7 % del total en la región (10.3 millones de toneladas). Paraíba tiene el 11,9 % de la producción del noreste (5,5 millones de toneladas) y Bahía, el 10,24 % de la producción (4,7 millones de toneladas).
Bahía es el segundo mayor productor de algodón en Brasil, perdiendo solo ante Mato Grosso. En 2019, cosechó 1,5 millones de toneladas del producto.
En soya, Brasil produjo cerca de 120 millones de toneladas en 2019, siendo el mayor productor mundial. En 2019, el noreste produjo cerca de 10,7 millones de toneladas, o el 9 % del total brasileño. El mayor productor del noreste fue Bahía (5,3 millones de toneladas).
En la producción de maíz, en 2018 Brasil fue el tercer productor más grande del mundo, con 82 millones de toneladas. El noreste produjo aproximadamente el 8,4 % del total del país. Bahía fue el mayor productor del noreste, con 2,2 millones de toneladas.
En 2018, la Región Sur fue el principal productor de frijoles con el 26.4 % del total, seguida por el Medio Oeste (25.4 %), la Región Sudeste (25.1 %), el Noreste (20.6 %) y el Norte (2.5 %). Los mayores productores del noreste fueron Ceará y Bahía.
En la producción de yuca, Brasil produjo un total de 17,6 millones de toneladas en 2018. Maranhão fue el séptimo productor más grande del país, con 681 mil toneladas. Ceará fue noveno, con 622 mil toneladas. Bahía fue décima con 610 mil toneladas. En total, el noreste produjo 3,5 millones de toneladas.
Acerca de la naranja, Bahía fue el cuarto productor más grande de Brasil en 2018, con un total de 604 mil toneladas, el 3,6 % de la producción nacional.
Bahía es el segundo mayor productor de fruta del país, con más de 3,3 millones de toneladas al año, detrás de São Paulo. El norte de Bahía es uno de los principales proveedores de fruta en el país. El Estado es uno de los principales productores nacionales de diez tipos de fruta. En 2017, Bahía lideró la producción de cajarana, coco, fruta de conde o piña, guanábana, umbu, jaca, licuri, mango y maracuyá, y ocupa el segundo lugar en cacao, almendra, atemoia, cupuaçu, lima y limón, y el tercero plátano, carambola, guayaba, papaya, sandía, melón, cereza, granada y uvas de mesa. En total, 34 productos de la cultura de frutas de Bahía tienen una participación importante en la economía nacional.
Rio Grande do Norte es el mayor productor de melón del país. En 2017 produjo 354 mil toneladas. La región Noreste representó el 95.8 % de la producción del país en 2007. Además de Rio Grande do Norte, que en 2005 produjo el 45.4 % del total del país, los otros 3 más grandes del país fueron Ceará, Bahía y Pernambuco.
En la producción de papaya, en 2018 Bahía fue el segundo estado productor más grande de Brasil, casi igual a Espírito Santo: 337 mil toneladas.
Bahía fue el mayor productor de mango en el país en 2019, con una producción de alrededor de 281 mil toneladas por año. Juazeiro (130 mil toneladas por año) y Casa Nova (54 mil toneladas por año) están en la parte superior de la lista de ciudades brasileñas que lideran el cultivo de frutas.

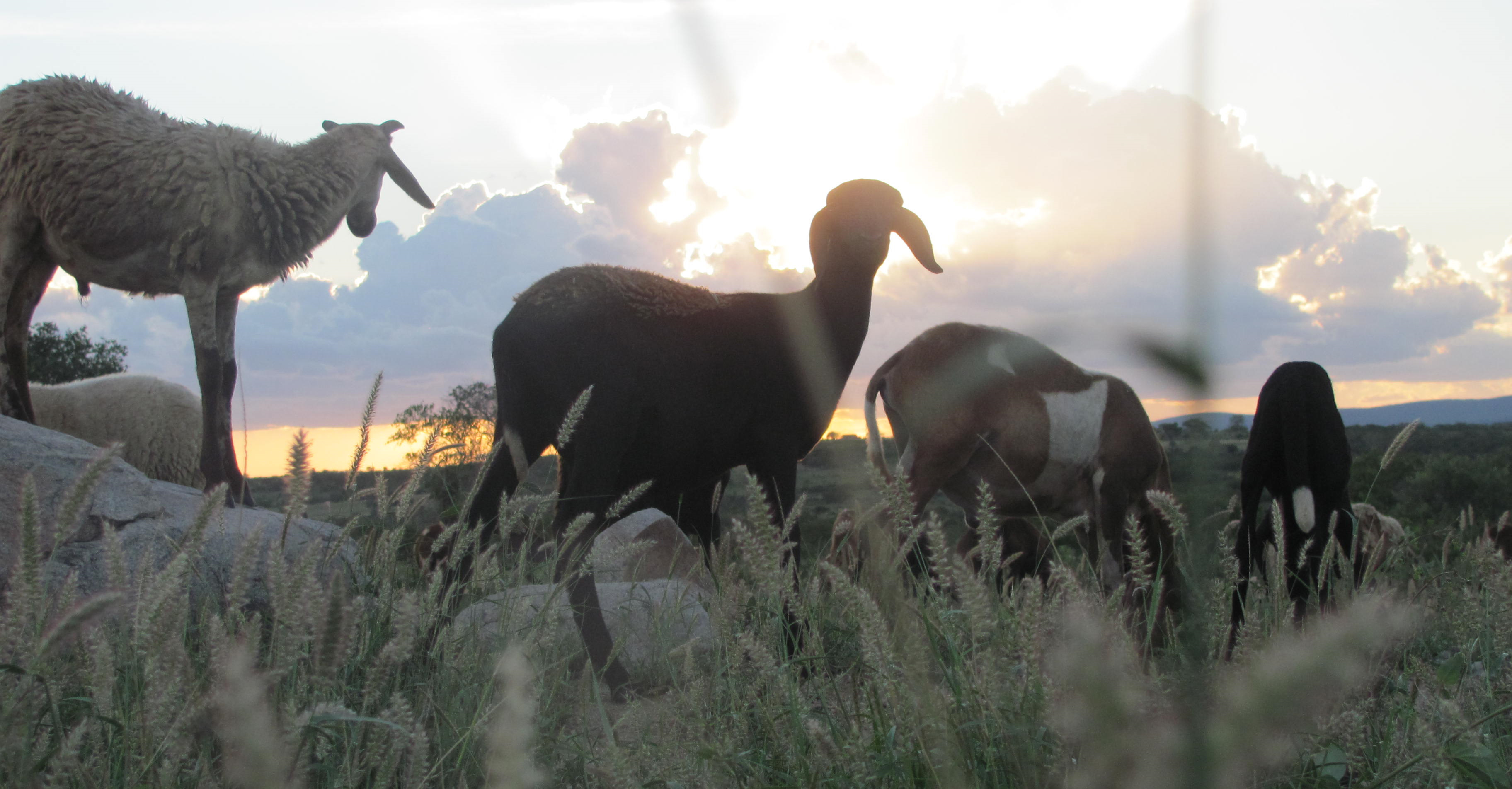
Cabras en Araci

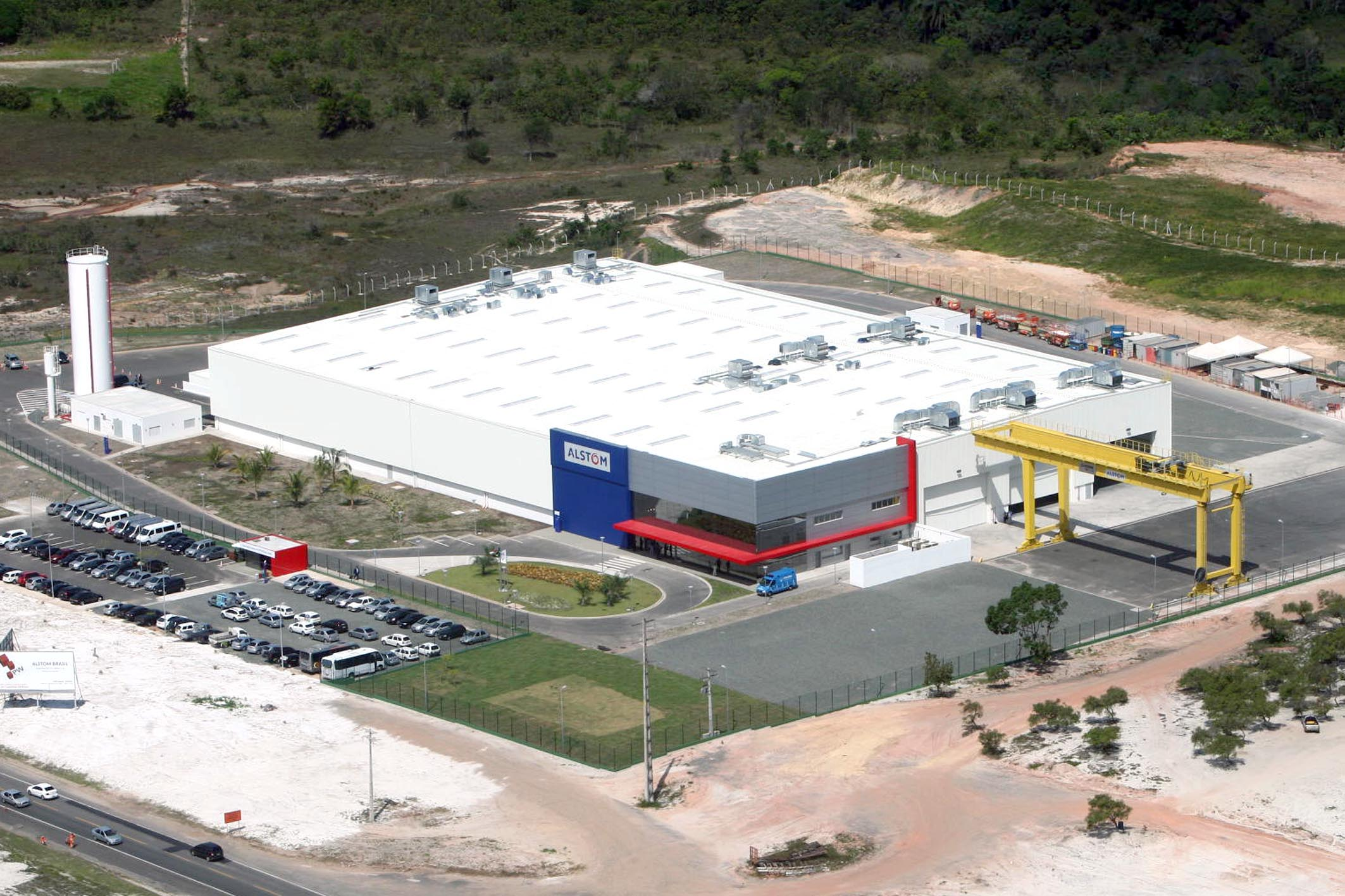
Fábrica Alstom en Camaçari

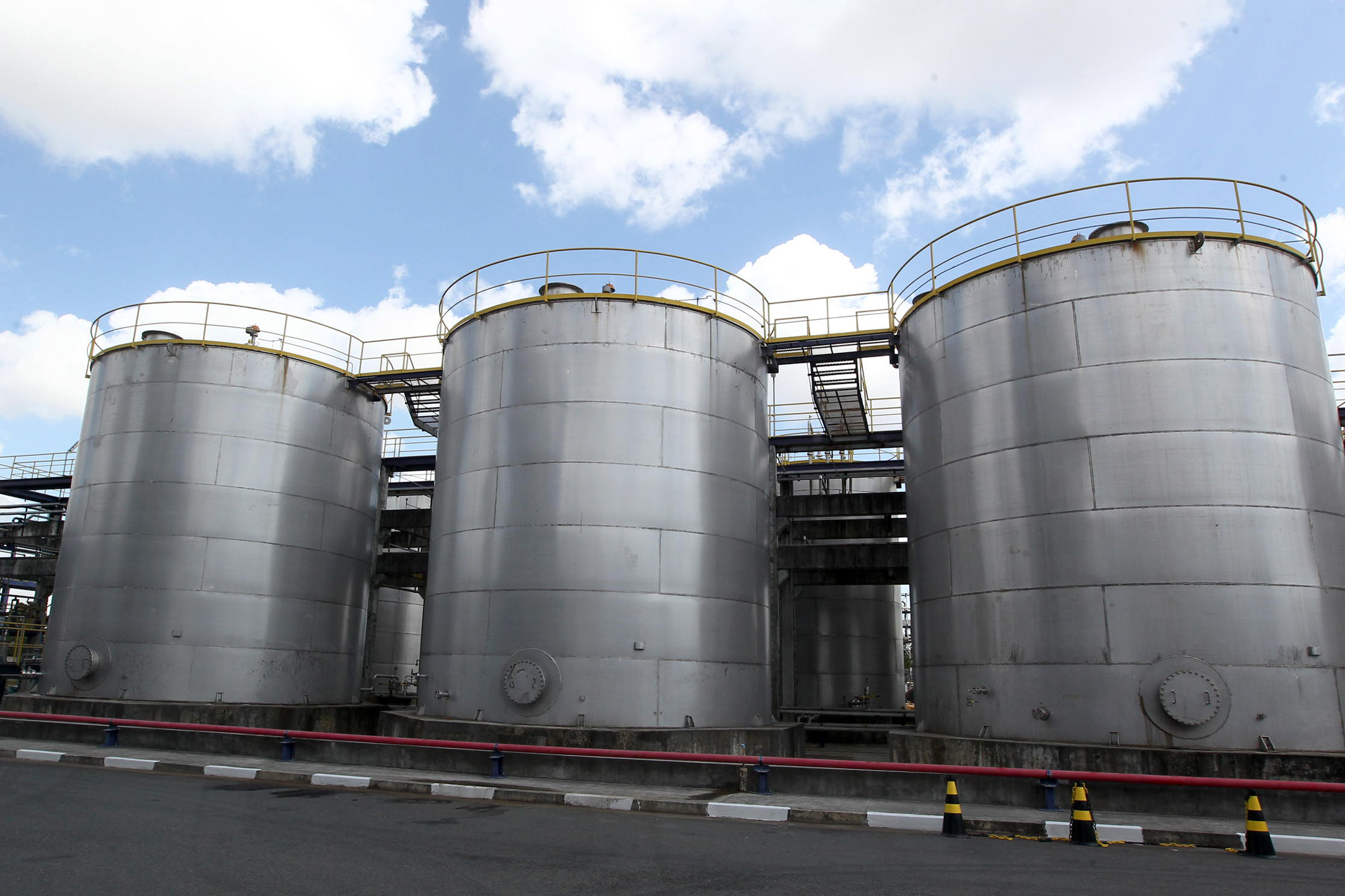
Unidad de Hidrógeno en el Complejo Petroquímico Camaçari

En la producción de plátano, en 2018 Bahía fue el segundo mayor productor nacional.
Bahía es el mayor productor brasileño de guaraná. En 2017, la producción brasileña fue cercana a 3.3 millones de toneladas. Bahía cosechó 2,3 millones (principalmente en la ciudad de Taperoá), Amazonas 0,7 millones (principalmente en la ciudad de Maués) y el resto del país, 0,3 millones. A pesar de que la fruta se originó en la Amazonía, desde 1989 Bahía ha vencido a Amazonas en términos de volumen de producción y productividad de guaraná, debido a que el suelo en Bahía es más favorable, además de la ausencia de enfermedades en la región. Sin embargo, los usuarios más famosos del producto adquieren del 90 % al 100 % de su guaraná de la región amazónica, como Ambev y Coca-Cola. Los precios del guaraná de Bahía están muy por debajo de los de otros estados, pero las exenciones de impuestos de Sudam hacen que la industria de las bebidas prefiera comprar semillas en el norte, lo que ayuda a mantener el mayor valor agregado del guaraná amazónico. Las industrias farmacéuticas e importadores, por otro lado, compran más guaraná de Bahía, debido al precio.
La región del noreste albergaba el 93.2 % del rebaño de cabras brasileño (8 944 461 cabezas) y el 64.2 % del rebaño de ovejas (11 544 939 cabezas) en 2017. Bahía concentró el 30.9 % del rebaño de cabras y el 20.9 % del rebaño nacional de ovejas. Casa Nova ocupó el primer lugar en el ranking municipal con el mayor número de ambas especies.
En 2017, Bahía tuvo el 1,68 % de la participación minera nacional (4.º lugar en el país). Bahía tuvo producción de oro (6,2 toneladas por un valor de R $ 730 millones), cobre (56 mil toneladas, por un valor de R $ 404 millones); cromo (520 mil toneladas, por un valor de R $ 254 millones) y vanadio (358 mil toneladas, por un valor de R $ 91 millones).
Bahía tuvo un PIB industrial de R $ 53.0 mil millones en 2017, equivalente al 4.4 % de la industria nacional. Emplea a 356 997 trabajadores en la industria. Los principales sectores industriales son: construcción (24,8 %), servicios industriales de utilidad pública, como electricidad y agua (15,0 %), derivados del petróleo y biocombustibles (13,8 %), productos químicos (9,4 %) y alimentos (6,1 %). Estos 5 sectores concentran el 69.1 % de la industria del estado.
La industria bahiana tiene industrias automotrices y de neumáticos, calzado y textiles, muebles, alimentos y bebidas, cosméticos y perfumes, tecnología de la información y sectores navales.
En Brasil, el sector automotriz representa cerca del 22 % del PIB industrial. Bahía tiene una fábrica de Ford. Fue creado en Camaçari (2001). El sector automotor bahiano, liderado por Ford, fue en 2005 el tercer mayor contribuyente (14,6 %) al PIB bahiano.

## Educación
Bahía tiene una larga historia en el campo de la educación, desde que los primeros jesuitas que ya en el siglo XVI establecieron escuelas en Salvador, luego la capital de Colonia. Reconocidos educadores como Abílio Cezar Borges, Ernesto Carneiro Ribeiro y Anísio Teixeira fueron los capitanes del proscenio educativo del país. 
Museo de Arqueología y Etnología de la Universidad Federal de Bahía. Las actividades en la UFBA comenzaron con la fundación de la Escuela de Medicina de Bahía, la escuela de medicina más antigua de Brasil, fundada en 1808 con el nombre de Escuela de Cirugía de Bahía, poco después de que Dom João VI llegó al país.
La escuela pública en Bahía es básicamente estatal y municipal, y la municipalidad tiene una mayor preocupación con la educación primaria (primer a cuarto grado) y el gobierno estatal con educación primaria también, pero solo de quinto a octavo grado, además de la enseñanza medio El gobierno federal tiene poca participación en la formación directa de la población, pero muchos de los recursos utilizados por estas instituciones escolares provienen de fondos federales.[cita requerida]
Actualmente, Bahía tiene doce universidades, cuatro públicas estatales (UNEB, UEFS, UESB y UESC), seis públicas federales (UFBA, UFRB, UNIVASF, UNILAB, UFSB y UFOB) y innumerables universidades privadas y colegios (como: UCSal; UNIFACS; UNIME; UNIJORGE; RUY BARBOSA; PITÁGORAS, etc.). 
Sin mencionar los dos importantes institutos federales (IFBA e IF-BAIANO) presente con varios campi en todo el estado y colegios militares.

## Cultura
Algunos museoss en Bahía son: Museu Afro-Brasileiro, Museu de Arte da Bahia, Museu de Arte Moderna da Bahia, Memorial dos Governadores Bahia, Museu Carlos Costa Pinto, Museu Henriqueta Catharino, Fundação Casa de Jorge Amado y Museu Geológico de Bahía. En el interior del estado destacan: el Museo Histórico Jequié, con una importante colección sobre la historia y cultura de la región suroeste; el Museo del Recuerdo de los Humildes en Santo Amaro, de arte sacro; la Fundación Hansen Bahía, en Cachoeira; y el centro cultural Dannemann, en São Félix, con su Bienal del Libro Recôncavo.
Hay exponentes de diversos géneros musicales en el estado, como João Gilberto (inaugurando bossa nova), Gilberto Gil y Caetano Veloso (con Tropicália), hasta las introducciones rítmicas de la batucada de Olodum, Carlinhos Brown en samba-reggae, pasando por Daniela Mercury y Ivete Sangalo en axé music), como Bob Joe en country/sertanejo, Waldick Soriano y Pablo do Arrocha en brega y Arrocha, en MPB con Dorival Caymmi y Simone, Raul Seixas o Pitty (en rock bahiano) y grupos musicales de gran éxito como Novos Baianos, Chiclete com Banana, Timbalada, entre muchos otros en bossa nova, samba, pagode, tropicalismo, de rock brasileño, axé y samba-reggae.

## Transportes

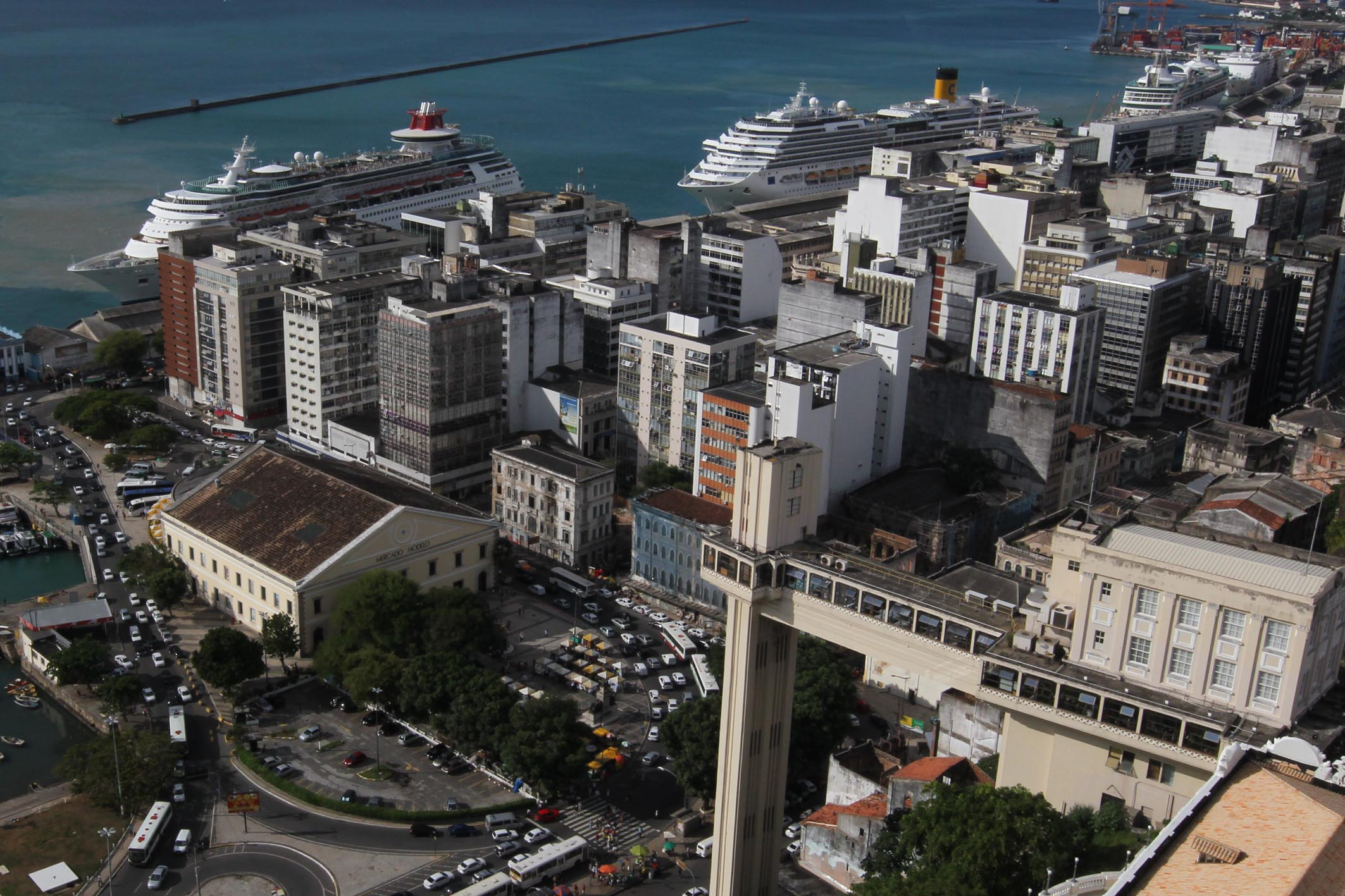
Puerto de Salvador en el barrio del Comércio.

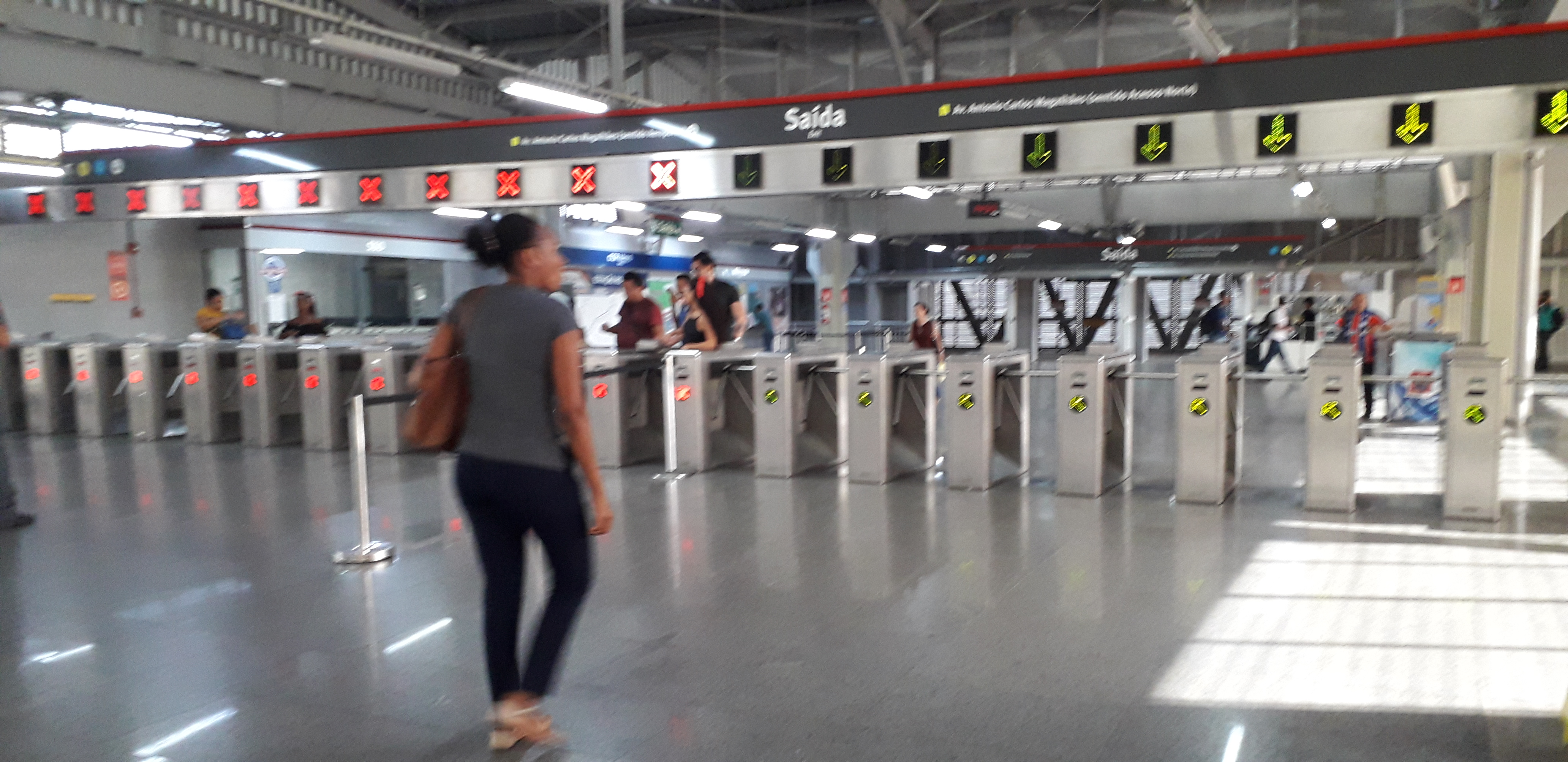
Estación del metro de Salvador y Lauro de Freitas

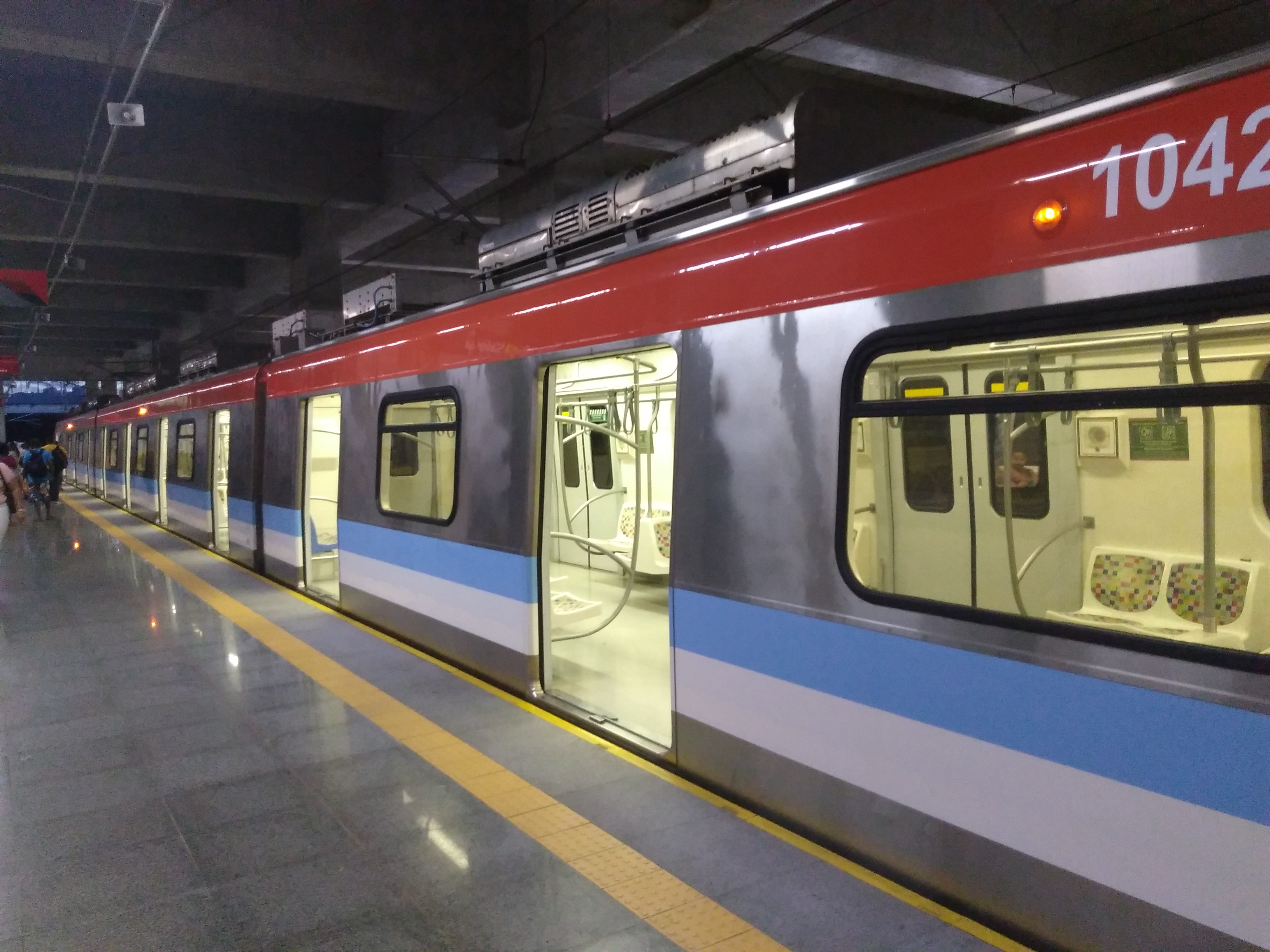
El metro de Salvador y Lauro de Freitas.

El estado tiene su transporte basado en carreteras, con pocas opciones en otros sectores. Las principales carreteras del estado son todas del gobierno federal:
- BR-101: limita con la costa y la conecta con la región más rica del país (sudeste) y con el resto del noreste. Pasa a través del área productora cacao del estado, en las ciudades de Itabuna y Ilhéus, llegando a la capital Salvador y de allí a Aracaju, capital de Sergipe.

- BR-116: también cruza el estado de norte a sur, paralelo a BR-101 pero pasando tierra adentro. Atraviesa algunas de las ciudades importantes del estado, como Vitória da Conquista, Jequié, Feira de Santana y Euclides da Cunha, yendo hacia el interior de Pernambuco y Fortaleza, capital de Ceará.

- BR-242 - la carretera corta el estado a la mitad en dirección este-oeste, conectando a Salvador con Brasilia, la capital del país. Pasa por ciudades importantes como Lençóis, Barreiras y Luís Eduardo Magalhães.

- BR-407 - junto con BR-324, la carretera conecta la región de Bahía, que es el mayor productor de fruta y el mayor criador de ovejas y cabras , en las ciudades de Juazeiro y Casa Nova, a Feira de Santana, Salvador y sureste de Brasil. El BR-235 limita con el norte del estado, conectando estas mismas regiones con la costa de Bahía.

- BR-110 - cruzando el interior de la Región Nordeste, esta carretera conecta a Salvador con la planta hidroeléctrica de Paulo Afonso y llega a Mossoró, en Rio Grande do Norte

También es digno de mención el BR-030, que cruza el sur de Bahía en dirección este-oeste.
Bahía tiene cuatro puertos, Aratu, Ilhéus y Salvador marítimo y Juazeiro fluvial. Ilhéus es el mayor exportador de cacao en Brasil y también un importante importador. 
Bahía tiene diez aeropuertos que operan vuelos regulares, la Internacional Dois de Julho, también conocida como el diputado internacional de Salvador Luís Eduardo Magalhães, el octavo aeropuerto más ocupado de Brasil, el primero en el noreste y uno de los 20 más grandes de América Latina, representando más del 30 por ciento del tráfico de pasajeros en esta región del país en 2011. Los otros son el aeropuerto de Barreiras, en Barreiras; Aeropuerto João Durval Carneiro, en Feira de Santana; Aeropuerto Jorge Amado, en Ilhéus; Aeropuerto Horácio de Mattos, en Lençóis; Aeropuerto Paulo Afonso, en Paulo Afonso; Aeropuerto de Porto Seguro, en Porto Seguro; El aeropuerto Pedro Otacílio Figueiredo, en Vitória da Conquista; Aeropuerto de Valença, en Valencia; y el aeropuerto de Teixeira de Freitas, en Teixeira de Freitas. El aeropuerto de Una-Comandatuba recibe muchos vuelos chárter.
Bahía está cortada por ferrocarriles. Estos incluyen: el Ferrocarril Bahía-Minas, que se extiende desde Caravelas, Bahía, al norte de Minas Gerais, y el Ferrocarril Federal del Este de Brasil, que integró Bahía con los estados de Minas Gerais, Sergipe, Pernambuco y Piaui. Además de estas dos carreteras interestatales, se encuentra el ferrocarril Nazaré y el ferrocarril Ilhéus. Este último tenía proyectos de expansión para llegar a Vitória da Conquista y para conectarse con otros ferrocarriles estatales y E. F. Bahia-Minas. Todos estos ferrocarriles ya no están en funcionamiento.

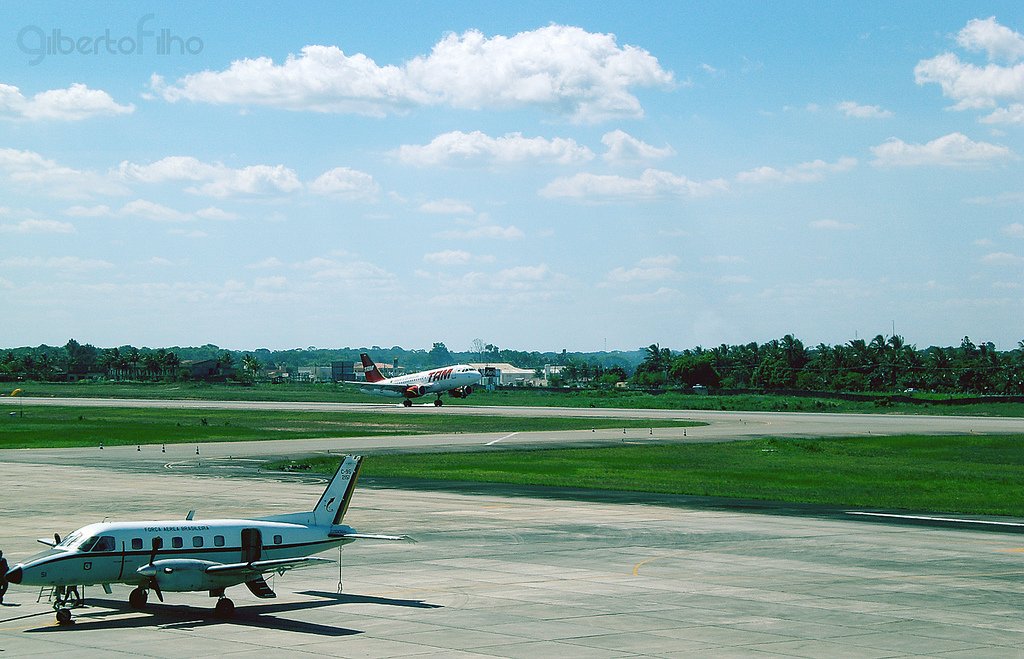
Aeropuerto de Porto Seguro.
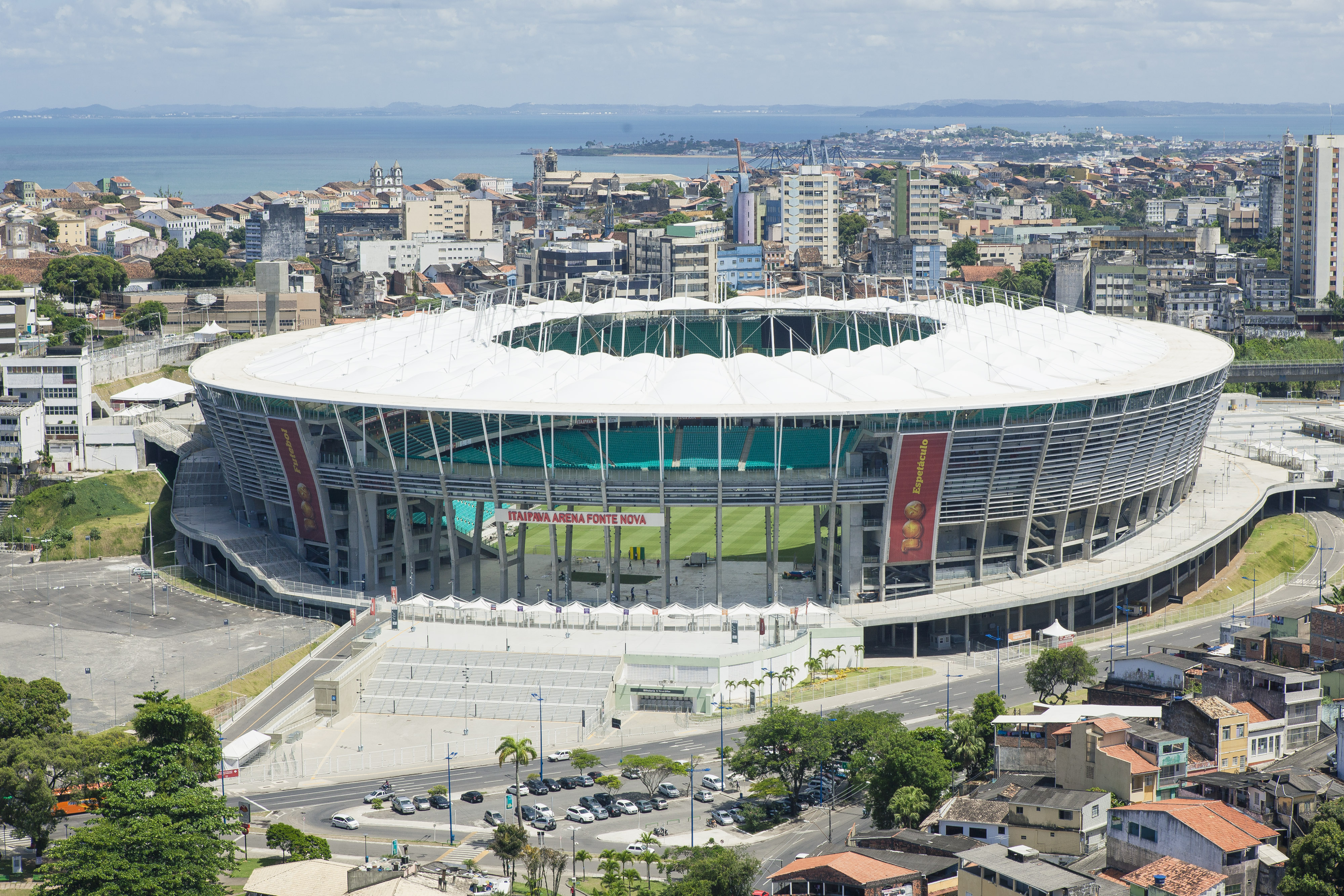
Arena Fonte Nova
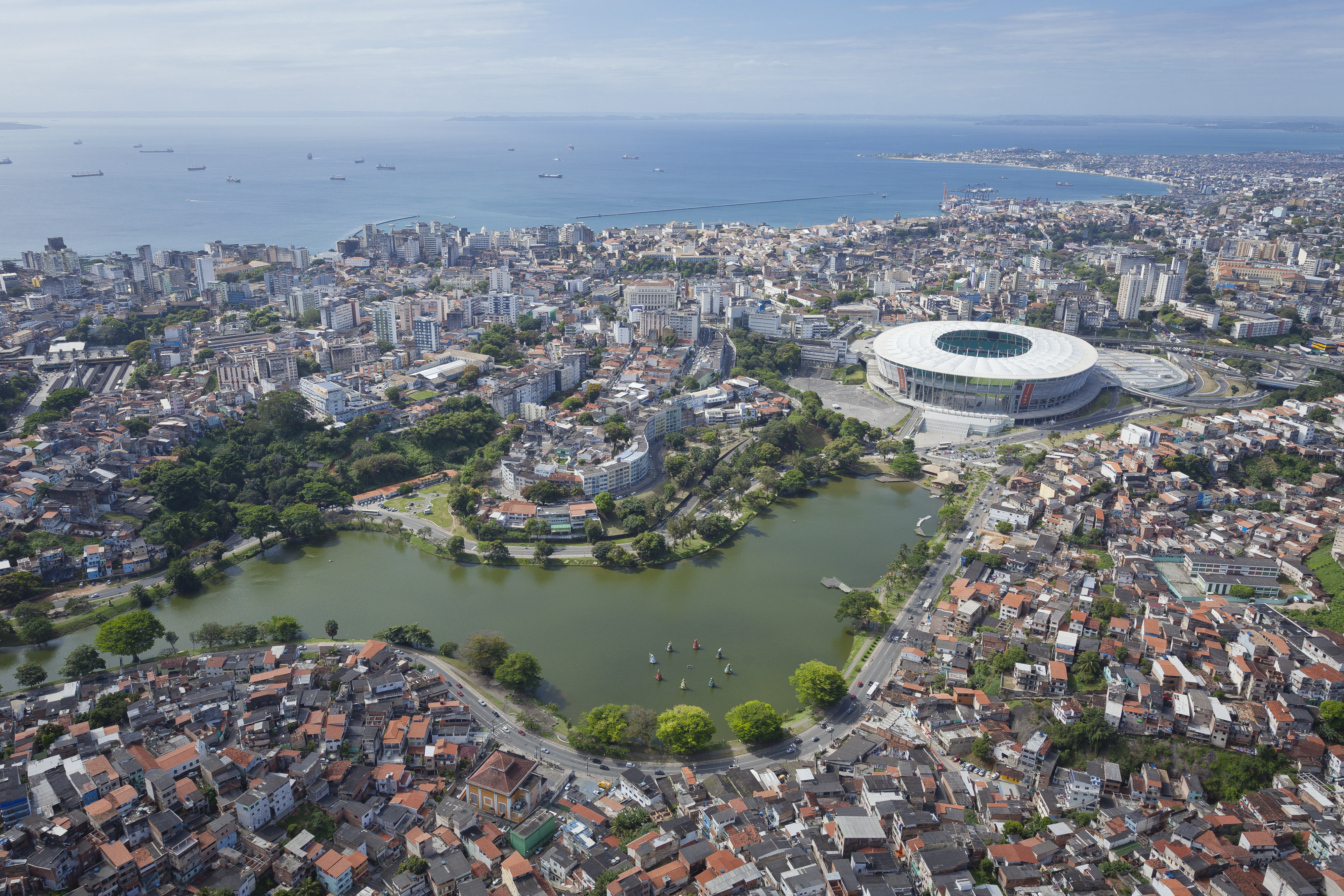
Arena Fonte Nova
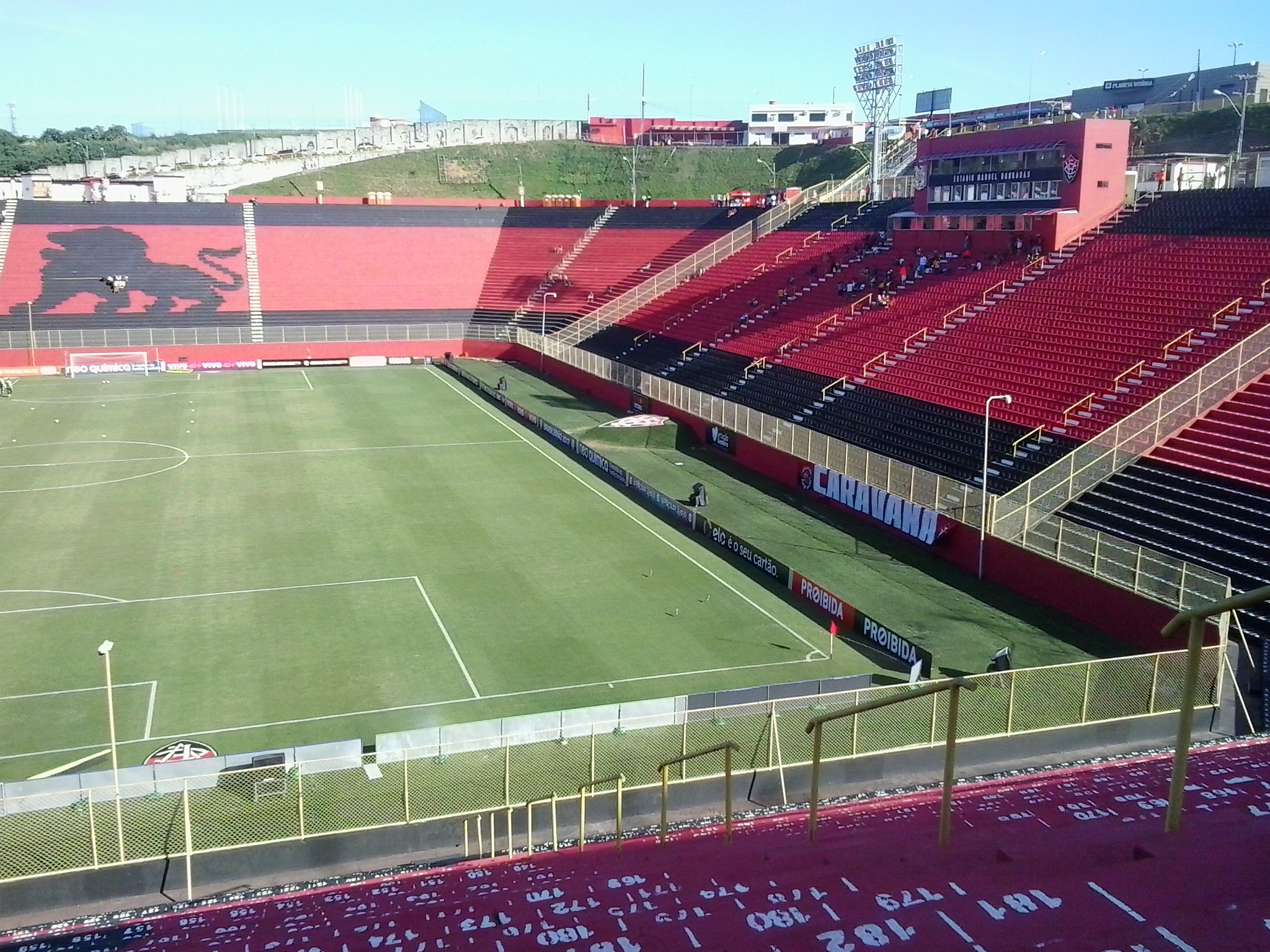
Estádio Manuel Barradas
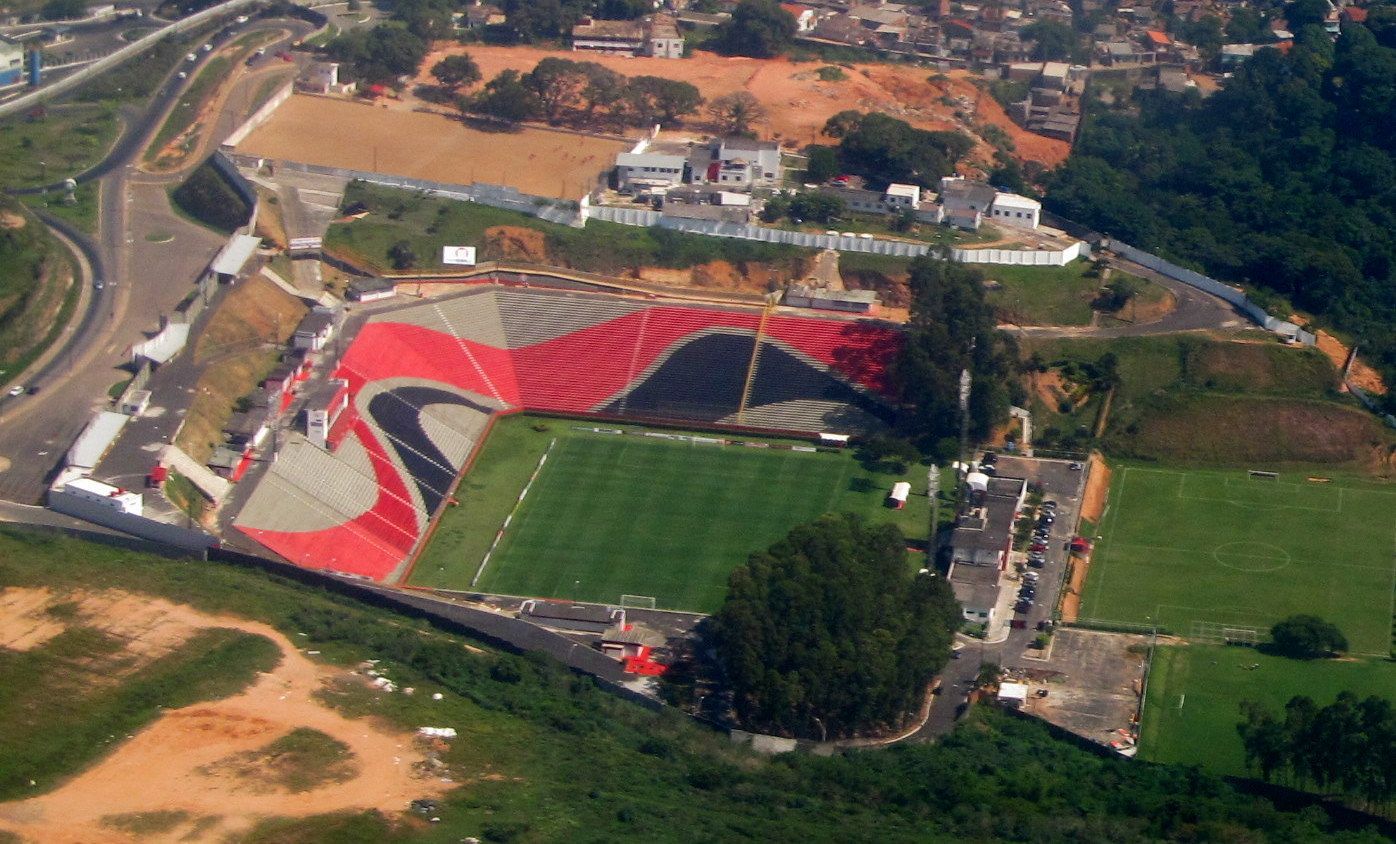
Estádio Manuel Barradas
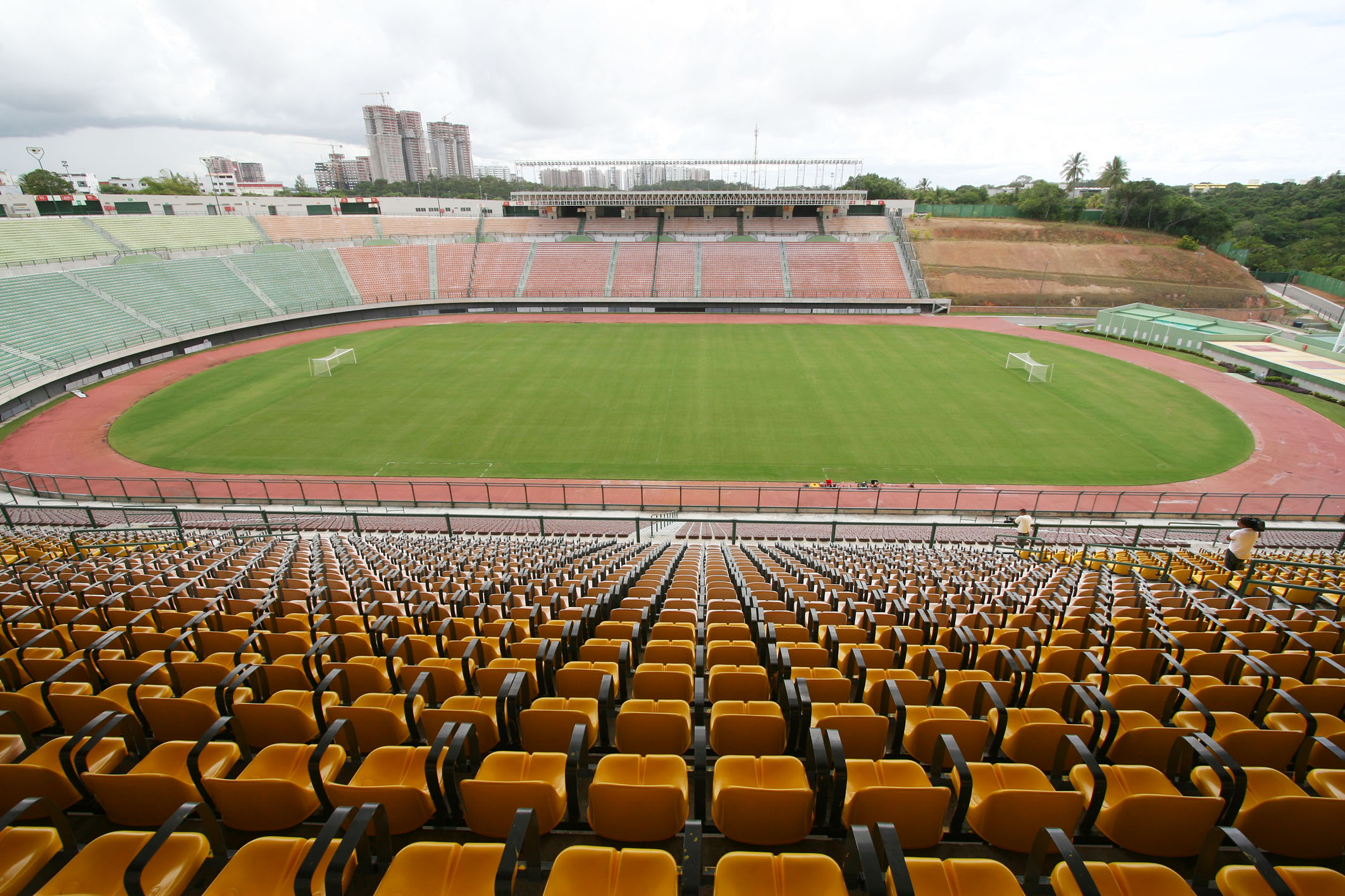
Estádio de Pituaçu
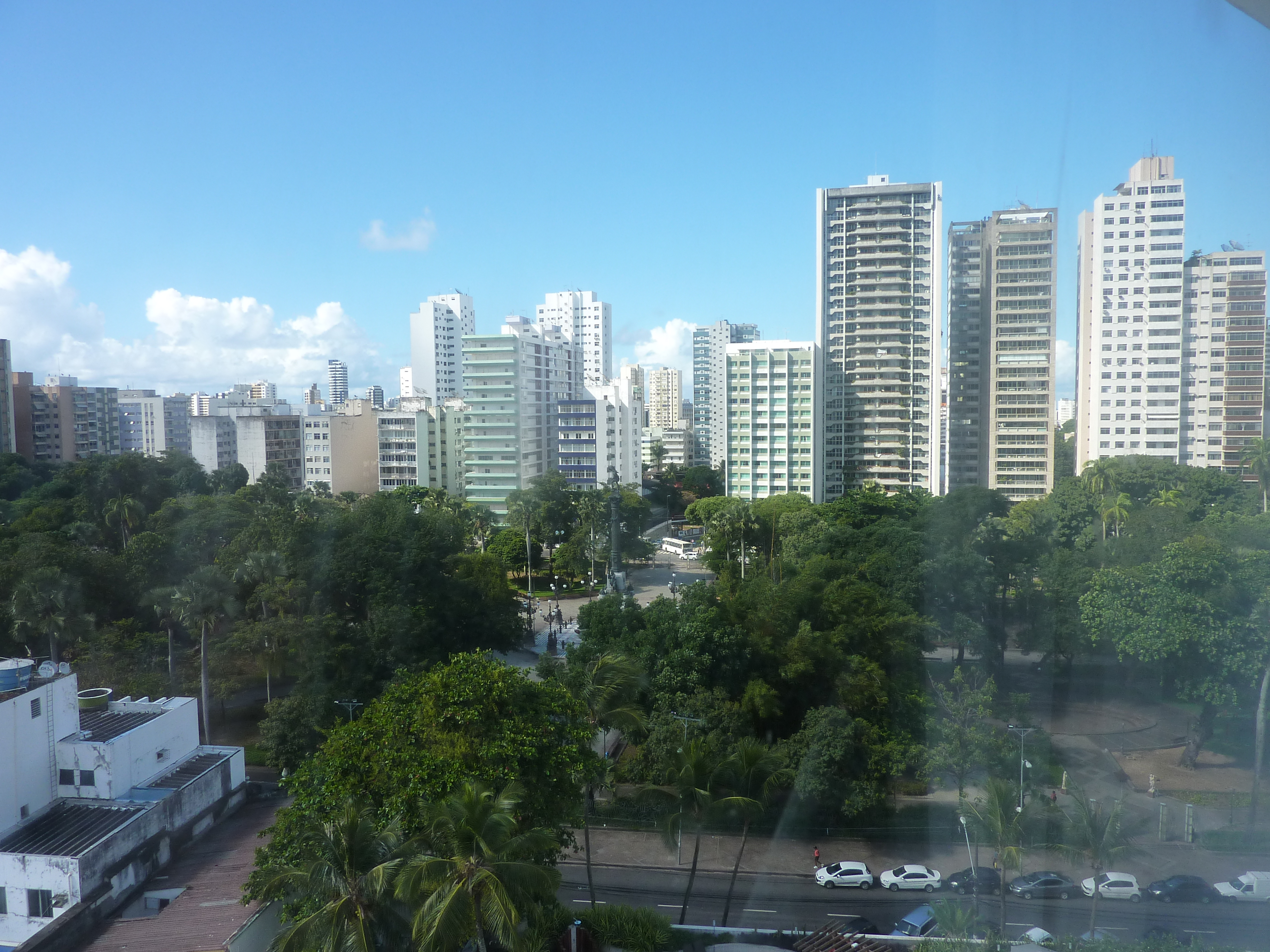
Praça do Campo Grande en Salvador.
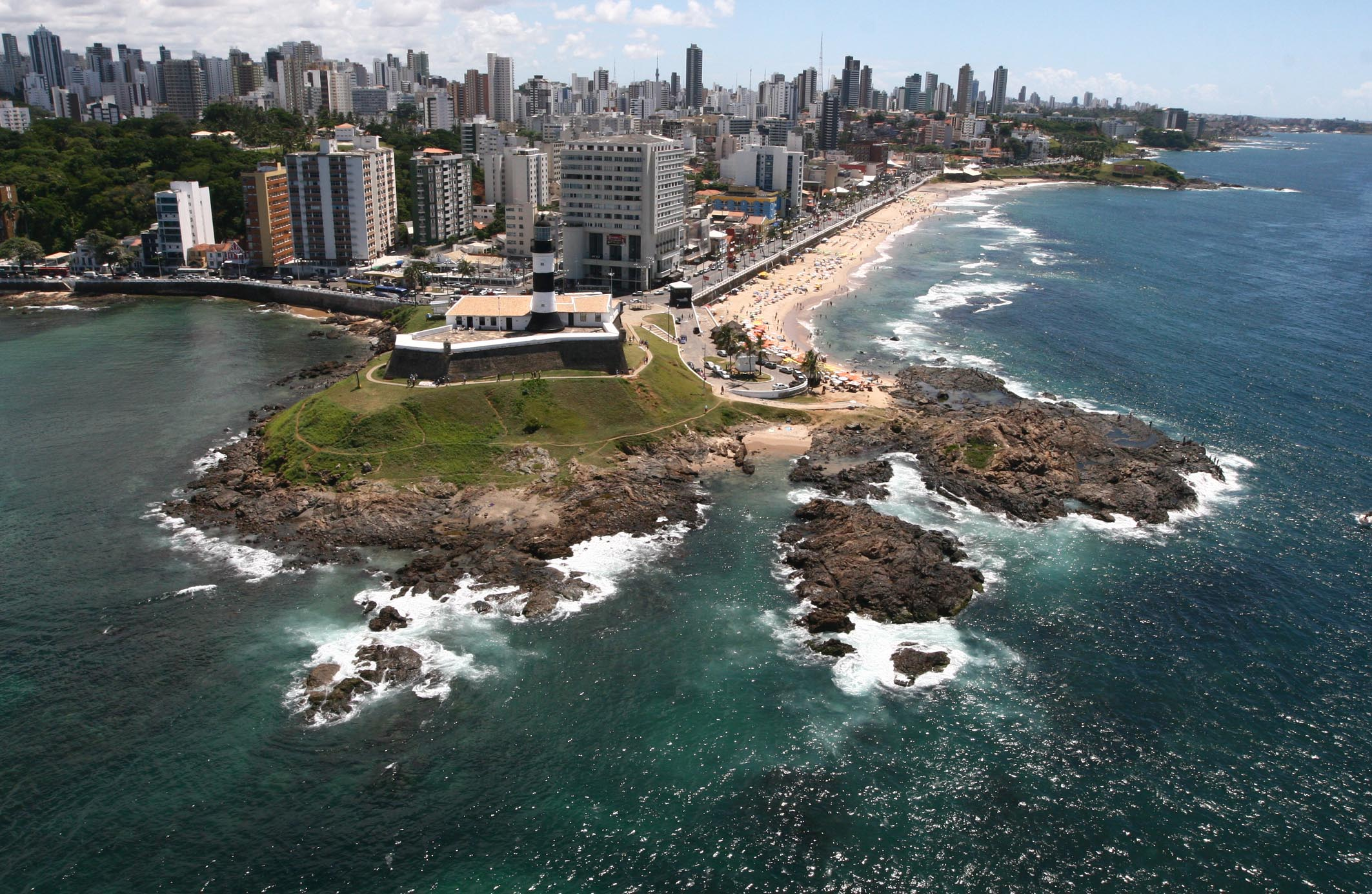
Faro de la Barra en Salvador
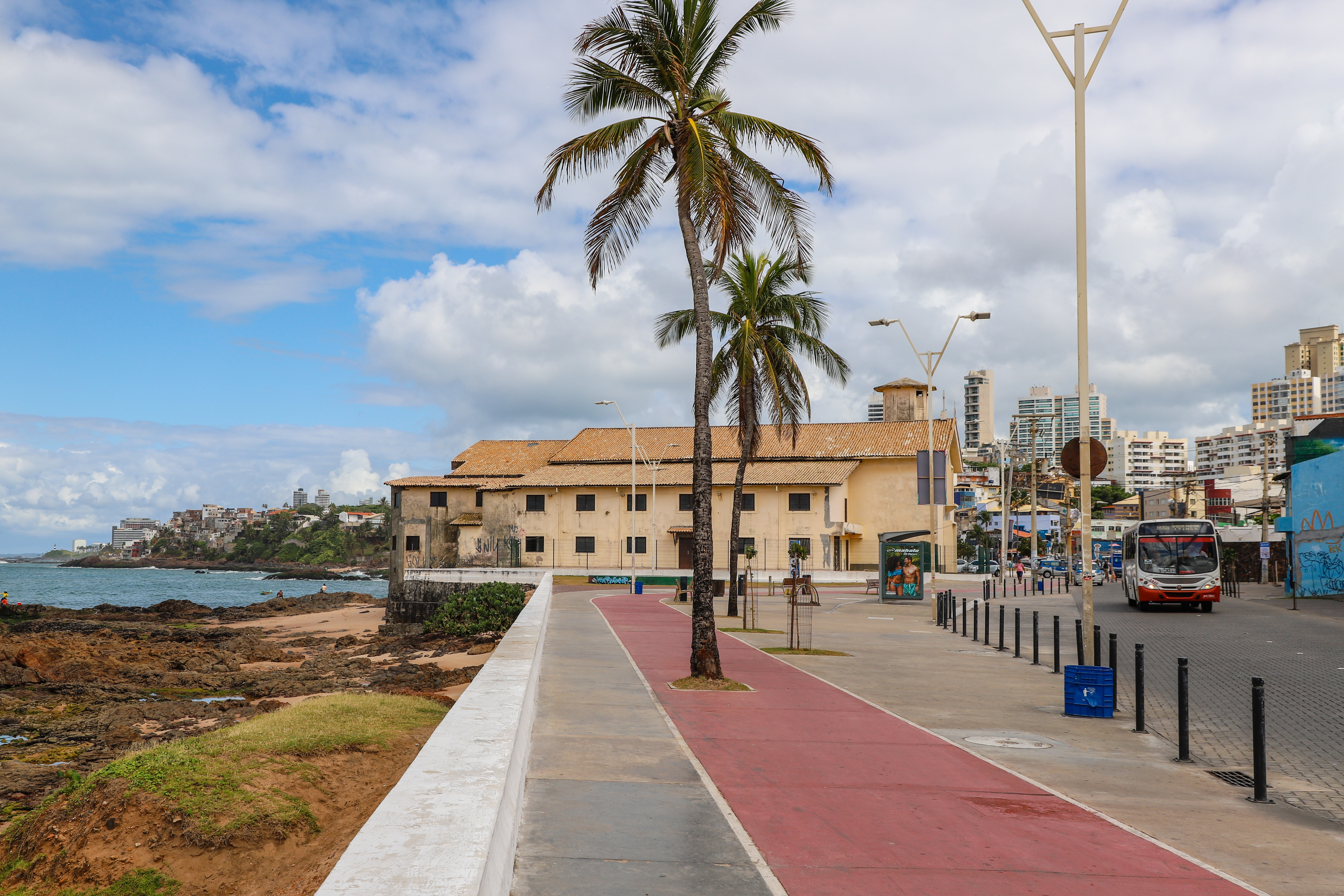
Barrio del Rio Vermelho en Salvador
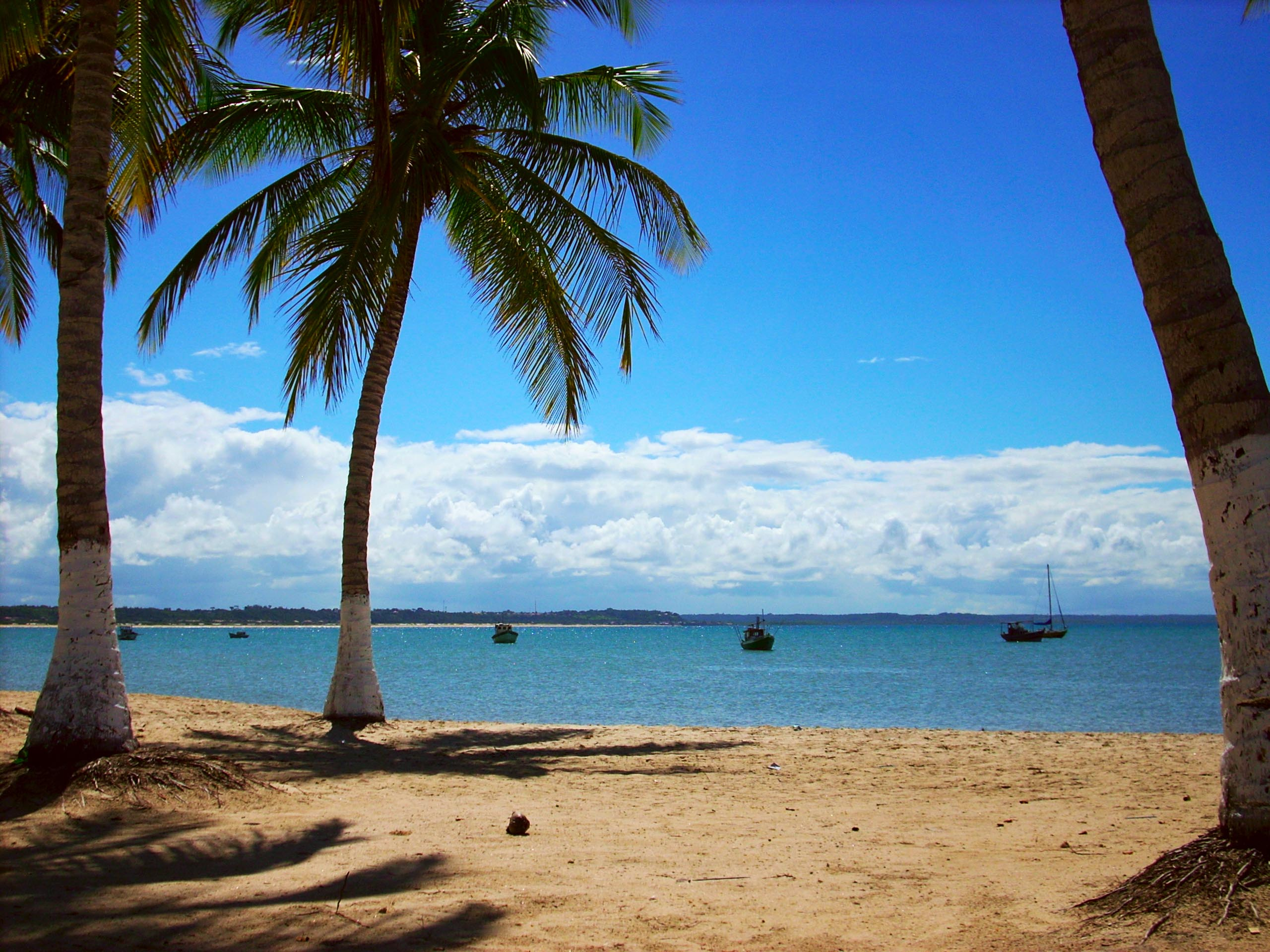
Porto Seguro, Bahia.
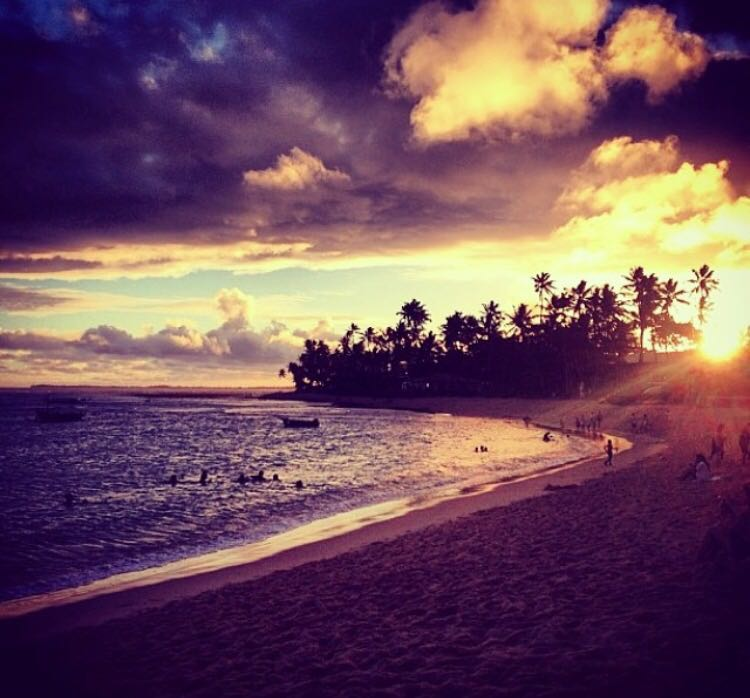
Playa del Fuerte
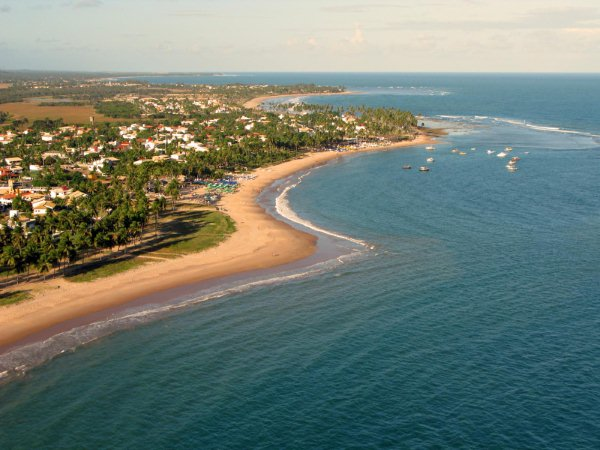
Playa de Guarajuba
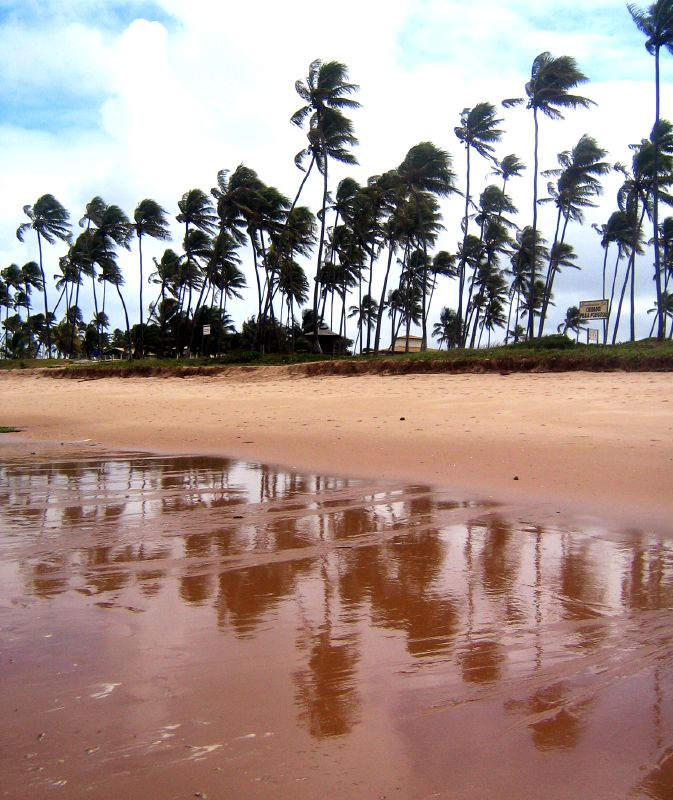
Playa de Guarajuba
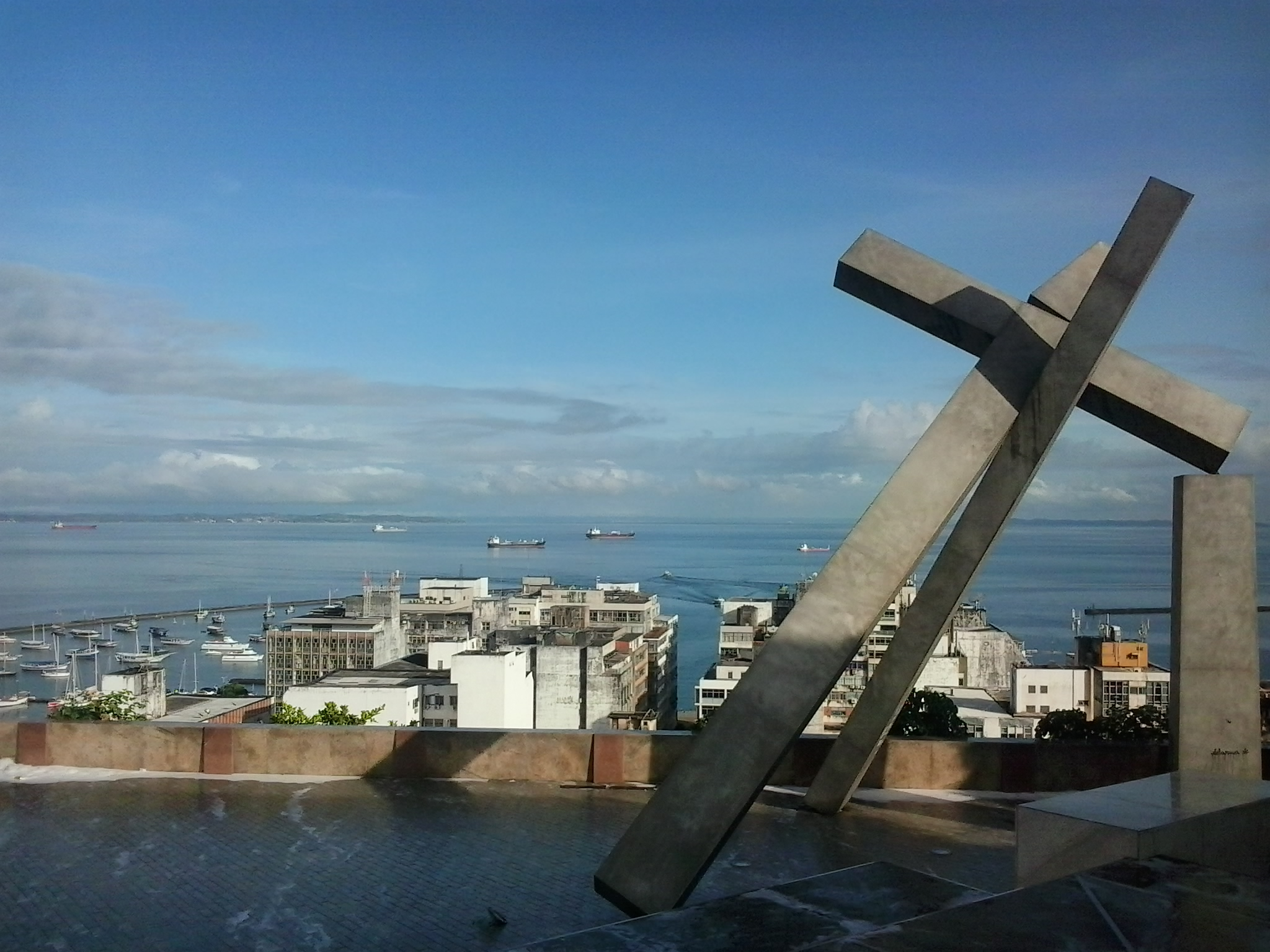
Barrio del Comercio en Salvador.
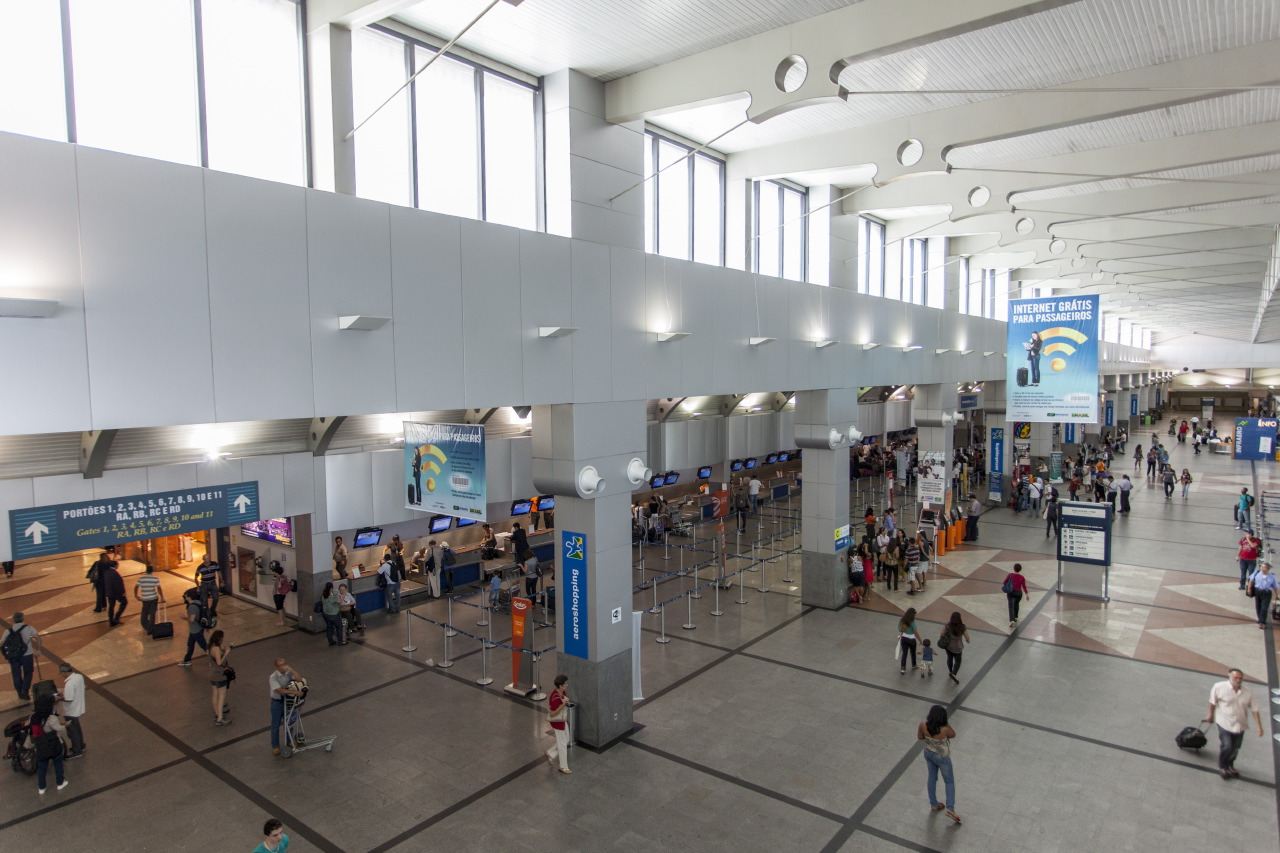
Aeropuerto Internacional de Salvador.

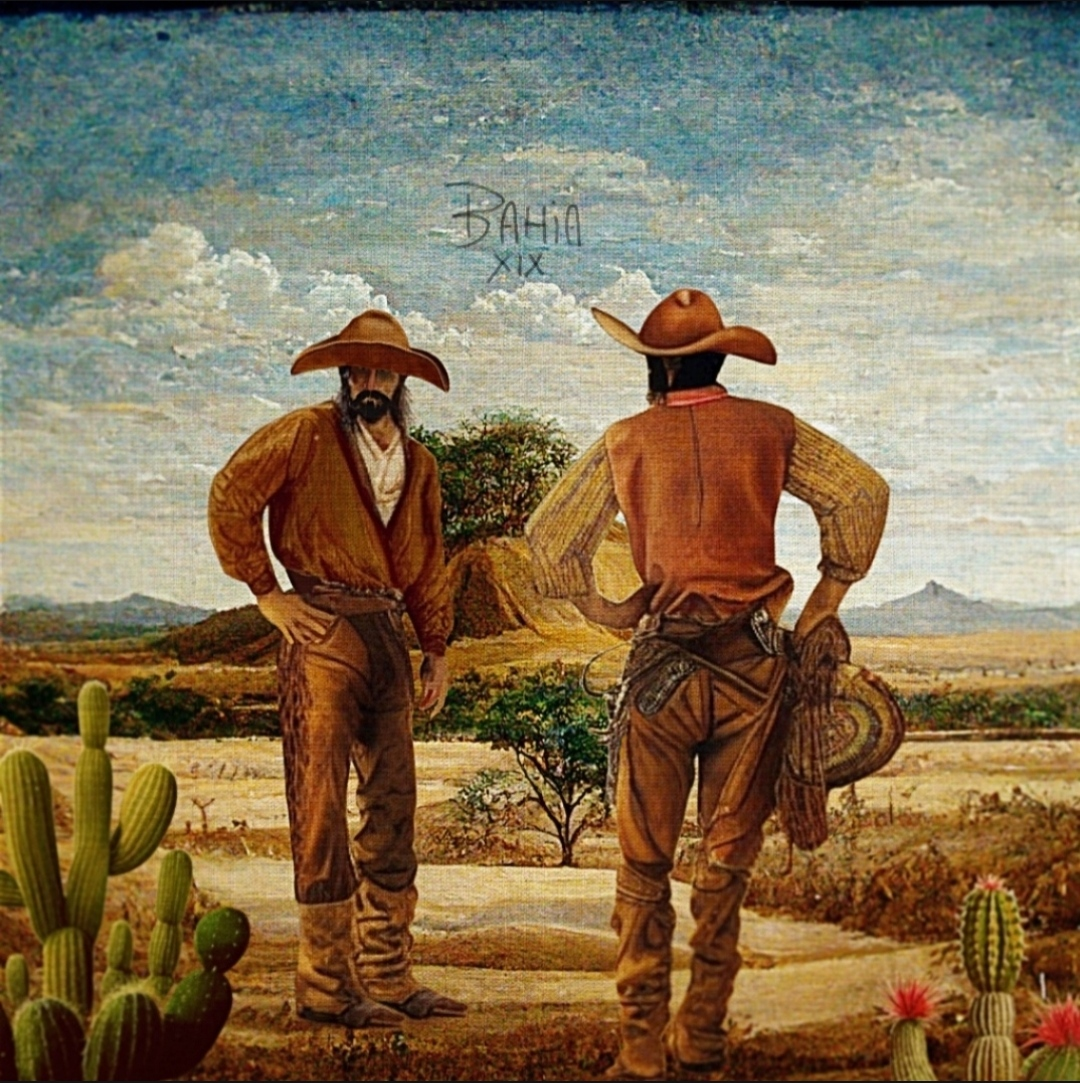
Vaqueiros de Bahia, 1810s.

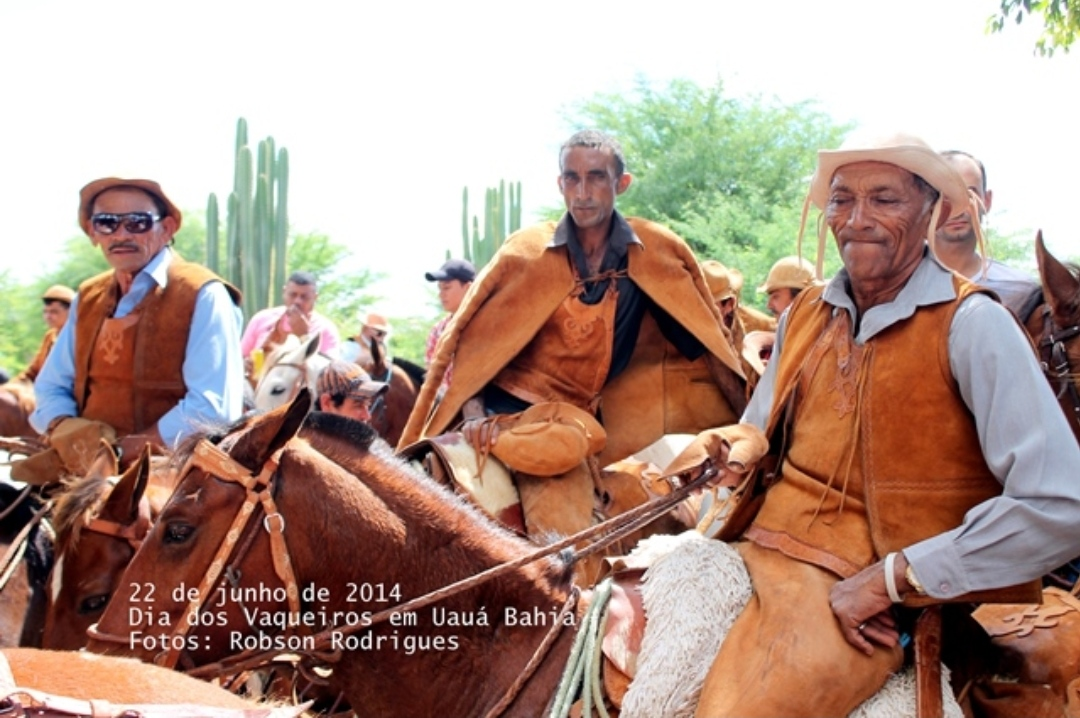
Vaqueiros en la ciudad de Uauá, Bahía.

En el interior del estado, hay la tradicional cultura de los vaqueiros. Cultura donde surgió en el interior del estado de Bahía en 1550, cuando la expansión de la pecuária salió de la costa hasta el interior.